# カスタムロボ
『カスタムロボ』 (CUSTOM ROBO) は、ノイズ開発、任天堂発売のアクションRPG（メーカー側での呼称は｢ロボットアクションRPG｣）である。マリーガルマネジメントの出資を受けて開発された。
この項では、初代『カスタムロボ』および｢カスタムロボシリーズ｣全般についても述べる。

## 概要
『カスタムロボ』とは、3D空間でカスタムロボ同士のバトルを行うアクションゲーム。タイトルにもなっている、劇中に登場する「カスタムロボ」は、全長30cmほどの小型ロボットである。カスタムロボを入手した少年が友人やライバルとバトルを行いながら成長していき、最後には悪の組織を滅ぼす、または世界チャンピオンとなるという少年漫画の王道をいくストーリーである。
ロボット本体（ロボ）・ガン・ボム・ポッド・レッグを自分なりに組み合わせてカスタマイズできるのが大きな特徴。バトルは「ホロセウム」と呼ばれる3D空間の中で行われ、「ジャンプ」や「空中ダッシュ」などを採用した空間的、立体的なバトルを行うことができる。
公式なジャンルは「ロボットアクションRPG｣とされるが、一般的な｢アクションRPG｣とは異なり、マップを自由に移動して人々と会話しストーリーを進める｢RPGパート｣と、カスタムロボを用いて相手と戦う｢バトルパート｣を交互に繰り返してストーリーを進めていく形式である。また、レベルの概念も存在せず、主人公やロボが成長することはない。カスタマイズのバリエーションはシナリオを進めるごとに増えていくものの、基本的にバトルの結果はプレイヤーの実力・戦略・カスタマイズの相性に全てが懸かっており、そういう意味でもバトル部分はアクションRPGというよりも、空中戦込みの対戦格闘ゲームに近い雰囲気となっている。
『カスタムロボ バトルレボリューション』はロボットのデザインなどは大きく異なるが、コンセプトはほぼ同じである。『カスタムロボGX』は2D作品で、他作品とはバトルシステムが異なっている。『カスタムロボ バトルレボリューション』については単独記事も参照のこと。

## シリーズ
以下に、各シリーズの特徴と違いなどを述べる。

### カスタムロボ
NINTENDO 64、1999年12月8日発売。
カスタムロボシリーズの第一弾。主人公が誕生日プレゼントでカスタムロボ「レイ」を手に入れるところから物語は始まる。親戚のシンイチたちとロボバトルを楽しみながら、主人公がコマンダーとして成長していく物語である。ゲームシステムはこのとき既に完成されていた。このシナリオモードで集めたパーツを「カスタマイズ」して、アーケードモード（勝ち抜き戦）やVSバトル（対人戦）などを行うことができる。
2022年7月15日から『NINTENDO 64 Nintendo Classics』の収録ソフトのひとつとして『V2』と同時に配信が開始した。配信ソフトになるのはこれが初となる。
本作の特徴
『初代』の時点ではまだガン、ボム、ポッド、レッグの4種類しかカスタマイズできず、シナリオモードではロボを最初に手に入れる1種類しか使用できなかった（フリー対戦モードでは複数のロボを使用可能）。
バトルは1on1のみで、オートで敵を狙い、目標の変更ができなかったため、戦闘に3人以上は参加できなかった。
オリジナル版とNINTENDO 64 Nintendo Classics版の違い
BATTLE!の部分が半透明になっている。
ゲーム全体のフレームレートが30fpsに固定されている。

### カスタムロボV2
NINTENDO 64、2000年11月10日発売。振動パック対応。
前作から1年後の設定。物語は主人公が懸賞で当選したレイIIを受け取るところから始まる。
2008年2月19日にWiiのバーチャルコンソールで、2016年6月8日にWii Uのバーチャルコンソールでそれぞれ配信が開始された。
2022年7月15日からは『NINTENDO 64 Nintendo Classics』の収録ソフトのひとつとして配信が開始した。
本作の特徴
新たにやりこみ要素として、激闘編が追加された。これは今後の全ての作品に受け継がれている。
ロボとパーツ、ホロセウム（バトルステージ）の種類が大幅に増え、ロボのタイプにストライクバニッシャー型、バーニングビースト型が追加され、4種類のみであるものの違法ロボも登場した。スタイルもパワースタイル、ジャンパースタイルが加わった（ロボの数はシリーズ最多）。ただし、初心者用パーツは削除された。また、前作ではシナリオモードにおいてロボの変更は不可能だったが、今作から旅立ち編（シナリオモードはこの作品以降この名称となっている）において変更を行い、別のロボで戦うことができるようになった（ただし、シナリオ上では常にレイIIを使用しているという扱いで進行する）。
2on2バトルが追加され、同時にではないものの、4人までバトルに参加できるようになった。ただし、初代にあったアーケードモードは廃止になっている。
他機種版による違い
Wii版では一部エフェクトが黒くなっていたり（ウェーブボムなど）、フリーズボムおよびB型の爆風が半透明になっている。BATTLE!の部分が微妙に暗くなっている。
Wii U版では明度を下げる代わりに、前述のエフェクトに手が加えられていない。
NINTENDO 64 Nintendo Classics版では明度がオリジナル同様になり、Wii版では改変されていた一部エフェクトが元通りになった。当バージョンに限り、ジャイアントボムおよびジェノサイドボムの爆風が半透明になっている。比較的にBATTLE!の部分が半透明になっているほか、ゲーム全体のフレームレートが30fpsに固定されている。

### カスタムロボGX
ゲームボーイアドバンス、2002年7月26日発売。ストーリーとしては『V2』の3年後に当たる。当初はV2の正統続編で4年後の設定だったが、DS版が発売されるに当たり外伝扱いになった。
本作の特徴と前作との違い
対戦は2D空間に変化しており、ゲームシステムが他作品と大幅に異なる。無重力空間のゼロGホロセウムで戦うという設定。
2D空間であるため壁を飛び越えるということができないが、代わりに弾やロボが壁をすり抜けて移動する手段が実装されている。

### カスタムロボ バトルレボリューション
ニンテンドー ゲームキューブ、2004年3月4日発売。
『GX』までは日本のみの発売だったが、今作では海外受けを狙ってゲーム全体の雰囲気を大胆に変更した。説明書のプロローグには「地球とは少し異なる世界」、「ある惑星」とあり、他のシリーズのパラレルワールドのような位置づけの世界である。ストーリーでは『V2』に登場した塾が大学になっているなど面影が残る程度にしか繋がっていない。
物語の始まりも従来と異なり、ロボは誕生日プレゼントや懸賞で自分から望んで手に入れるのではなく、職探しのためバウンティハンターの試験中に事件が発生し、事件現場で偶然レイ01を手に入れてしまい、カスタムロボの騒動に巻き込まれていく形となる。
本作の特徴と前作との違い
主人公の名前は一度決めると変更できない。また、従来のシリーズは主人公は無口だったが（『V2』に登場する『初代』主人公のみ例外）、今作のみ唯一主人公に自らの台詞がある。また、この主人公はシリーズで唯一、自分からではなく父親の遺言に従ってコマンダーとなった。そのためカスタムロボのことを全く知らず、興味も持っていなかった。
ゲームのグラフィックなどは綺麗になったが、使用可能ロボは大幅に減っている。
従来作では必ず1対1で戦闘を行っていたが、今作では攻撃目標の変更が可能になり、新しい2on2バトル・バトルロイヤルが追加され、4人同時にバトルに参加できるようになった。また、アーケードモードクリア後その時に使用していたパーツが登録され自由に観覧することができるパーツ図鑑モードも増加した。

### 激闘!カスタムロボ
ニンテンドーDS、2006年10月19日発売。ニンテンドーWi-Fiコネクション、DS振動カートリッジ対応。
カスタムロボV2の現在の正統続編（3年後）で、雰囲気やバトルシステムもV2のものがほぼそのまま受け継がれている。
物語はロボ研究者である父親からレイMkIIを渡され、コマンダーとなるところから始まる。
本作の特徴と前作との違い
『GX』、『BR』を含む旧作のロボの一部を登場させ、逆転要素「ソウルブースト」を搭載している。
他にも、汚れたロボを拭いたりジオラマを作成したりするなどの新要素が多い。
今まで恒例だった戦闘前のキャラクターによる操作方法や戦闘でのアドバイスの回数が大幅に減少し、ほとんどの情報は自分で見る必要がある（逆に言えば強制的に見なければならない部分が減った）。
販売本数
全世界累計でおよそ15万本販売された。なお全販売本数の80%以上が日本での販売によるものであり、当初の目的である海外受けはあまり効果が無かった模様。

## ゲームシステム
パーツを選んでロボを組み立て（カスタマイズ）、そのロボを使って相手と戦う（バトル）。このカスタマイズとバトルの繰り返しが、カスタムロボシリーズにおける基本である。戦闘は、開始と共に3D対戦ステージに移動することで行われる、このゲームのメイン部分である。
ボタン一つで行動を行い、自動ロックオンによりお互いのロボは常に相手を狙い続ける状態になるため、格闘ゲームの必殺技のようなコマンド操作やエイムなどのテクニックも必要無く、比較的簡単に操作できる。
バトルでのカメラ視点は一般的な3Dロボット対戦ゲームの｢一人称視点（FPS）｣ではなく、戦闘中のロボットを見下ろす「三人称視点（TPS）」であり、2人以上の多人数での対戦であっても画面は分割されず1画面の中で行われる。

### カスタマイズ
動作の違いなどについてはカスタムロボのロボ、パーツ一覧も参照。
ボディ（ロボ）、ガン、ボム、ポッド、レッグの5つの部位に分かれたパーツをそれぞれ選択し、自分が使うロボを組み上げる。
いずれも種類は豊富であり、組み合わせによって自分なりの「カスタマイズ」をすることができる。また、「違法に改造された」という設定のもとゲームバランスを敢えて無視するような強力な性能を持つ違法パーツや、試合ではなく治安維持や戦争などの実際の戦闘に使用するという設定の軍事用パーツも存在し、悪役などが使用している。
ボディ（ロボ）
パーツをカスタマイズするためのベースとなる部位。作品によってはボディと明記してあるが、人型のロボそのものとなっている（後の作品になると非人間型のものも登場するようになる）。このボディを中心に、武装となる他のパーツを装備していく。
ロボは少年型、マッシブな男性型、少女型といった多数の型に分類されており、型によって耐久力・素早さ・ジャンプなどの性質が大きく異なる。また、アタック（体当たり攻撃）の性能もロボによって固有の動作・性能を持ち、千差万別である。
基本となるロボの型には、外観が異なる複数のスタイルが存在し、それによって性能が調整されている。同じ型のロボでもスタイルが異なると、移動速度が速い代わりにジャンプが低い、撃たれ強い代わりに移動速度が遅いなど、性能は若干異なるものになる。
ガン
右手に当たる部位。ガンを撃つボタンを押すことで、相手に向けて弾を撃つ主要武器。ボムやポッドと違い、基本的に相手の方向に向かって常に自動的に狙いを定めて攻撃する。
威力、弾速、軌道、射程、射撃前後の隙の大きさ、連射数などがガンによって様々で、有効な相手との間合いも様々。ロックオンのような操作はなく、ボタンを押すと自動的に相手の方向に攻撃を行う。
基本的に弾は自動で相手を狙い続けるが、この誘導性もガンによって異なる。空中で撃つか地上で撃つかで異なる性質を持つガンもある。
地上移動中に発射した際、一部のガンはその移動方向へ慣性を維持したまま足を止めずに攻撃を継続するものが存在し、作中ではスライドショットと呼ばれる。スライドショット中は速度と方向を維持して動き続け、途中で操作することは不能。
強力な武器だが、ガンによっては発射後の隙が大きく変動し、単体で使うとダッシュなどで簡単に避けられてしまう。また、オーバーロード（後述）により相手のガンの弾を消す・こちらのガンの弾が消される駆け引きが存在する。そこで、後述のボムやポッドで追い込んでガンで止めを刺すのがロボバトルの基本戦術である。ただしカスタマイズや戦法によっては用途が逆転し、むしろガンをけん制や足止め目的などでむやみやたらに連射し、ボムやポッドが主なダメージ源となる場合も存在する。
ボム
左手に当たる部位。ボムを撃つボタンを押すとその時点での相手のいる位置に照準が表示され、ボタンを離すことで、着弾すると爆風を発生させる弾を発射する。長押しすると、その間自機の足は止まるが照準を移動させることができ、攻撃位置を任意に定めることができる。
爆風に当たるとダメージを受け吹っ飛ばされる。ボムにより威力、弾速、軌道、爆風の性質などが異なる。特に爆風はボムの名前の最後にアルファベットで表記されており、同じ種類で爆風の異なる物が複数存在するボムが多い。ダメージを与えるのはもちろんだが、ガンよりも発射後の隙が少なく、発射時に照準を定められる性能から主に爆風で敵の動きを制限する用途で使う。爆風は敵だけでなく自分もダメージを受ける（アクロバットボム、『GX』に登場するボムを除く）。
ポッド
背中に当たる部位。ポッドを撃つボタンを押すことで、相手に当たったり時間経過で爆風を発生させる弾を撃つ。ガンやボムと違い自動照準はないが、発射時の隙が全く無い上に、移動しながら撃つことで足を止めずにその方向に発射可能。また、障害物に接触すると反射する特徴があり、相手の行動を制限するのに有効な武器。
どのような動きをするかはポッドによって多種多様で、とにかく相手を追い続けるもの、途中で弾速が変化するもの、撃ってすぐに爆発するもの、長い間爆発せずフィールド上で障害物替わりになるもの、相手が近づいてくるまでその場に待機するものなど。他にも威力や爆風の性質、一度に何発撃てるかなども異なる。ボム同様爆風は名前の最後にアルファベットで表記されており、同じ種類で爆風の異なる物が複数存在するポッドが多い。
レッグ
足に当たる部位。装備したレッグにより、素早さやジャンプといったロボの運動性能が変化する。運動性能は元々ロボ毎に異なるが、その性能をベースにレッグで微調整を行う。ロボの機動の特性と戦法を考え、長所を伸ばすか短所を補うか、はたまた新しい運用法を作り出すかを判断して選択していく。

### バトル
バトルは、ホロセウムと呼ばれるロボバトル専用の試合場で行われる。
エネルギーを物質に変換することで作り出された、実際に触れることができる実体空間である。周囲にはバリアが張られており、ロボや弾の移動を制限する。大きさは公式ルールでは縦3.6メートル、横3.6メートルが基準とされる。ここにカスタムロボを格納している立方体、ロボキューブを投げ入れる。さらにロボを操るコマンダーは、カスタムロボに精神を同調（ダイブ）して操作するという設定。
基本的に、ロボキューブの射出、変形、戦闘開始の手順でバトルが進行していく。なおストーリーモードでは、主人公が既にダイブしている相手に対して乱入する、相手のロボがキャノボットの使用を考慮していない、バトルの場所がホロセウム内ではなく現実空間であるなどの理由で、キャノボットが登場せず既に変形を完了し、直立状態から戦闘を開始する場合がある。

#### ロボキューブ装填・射出
バトルが始まると、最初にホロセウム内にキャノボットと呼ばれる砲台型ロボが出現し、両腕のキャノンにロボキューブが装填され、3カウントの後発射される。
自身のロボキューブが装填された砲身はカウント中にある程度傾きをコントロールすることが可能であり、相手と距離の離れた場所に飛ばす、壁の影にロボキューブを着地させて盾にするなどの戦略もある。全てのロボキューブは同時に発射される一方で、後述の変形は発射されたロボキューブが静止した瞬間から始まるため、ロボキューブを空高く発射したり、キャノボットから遠い地点や転がりやすい地形にロボキューブを着地させたりすると、長い間転がり続けて変形開始が遅れ、不利になることもある。

#### 変形
キャノボットから射出されたキューブが着地、制止すると、立方体のキューブから人型のロボへと変形する。
このとき、キューブのどの面が上を向いているかで変形完了までの所要時間が変化する（いわゆるレバガチャをすることで若干短縮可能）。変形中は完全に無防備であり、素早く変形を完了した側が一時的に有利になるといえる。『GX』と『BR』は変形シーンが省略されており、変形完了までの残り時間がカウントダウンで表示されるのみで、カウントが0になるとキューブが光り、既に直立しているロボが出現する。
変形を完了した場合、まだ変形を完了していない相手に対して一方的に攻撃を仕掛けることが可能である。
ロボキューブの面と戦闘時の姿勢の対応
- 頭：最も有利な面。直立状態から戦闘を開始できる。変形完了後、そのまま次の行動に素早く移れる。
- ボディ：仰向けの姿勢から戦闘を開始する。スムーズに起き上がれるため、頭に次いでリスクの少ない面。
- ポッド：うつぶせの姿勢から戦闘を開始する。ボディと同じく、頭に次いでリスクが少ない。
- ガン：ガンが地面に突き刺さった状態から戦闘を開始する。変形完了後、地面に突き刺さってしまっているガンを引き抜く動作を伴う。
- ボム：ボムが地面に突き刺さった状態から戦闘を開始する。動作はガンの場合とほぼ同じ。
- レッグ：最も不利な面。頭が突き刺さった逆立ち状態から戦闘を開始する。空中に放り出された足を地面につける動作、さらに頭を引き抜く動作を伴うため、変形後の隙が最も大きい。

#### 戦闘開始
変形を完了した瞬間に戦闘が開始され、プレイヤーはガン・ボム・ポッド・アタックと各種移動を駆使して敵を攻撃する。また、ホロセウムの地形を上手く利用して敵の攻撃を回避したり、逆に攻撃を当てていく。こうして制限時間を超過するか、どちらかのHPが0になると戦闘が終了する。
アタック
いわゆる体当たり攻撃。このゲームは銃撃戦が基本なので、アタックは数少ない近距離攻撃である。アタックが命中すれば相手は強制的にダウンするが、アタックの前後には自分に大きな隙ができる弱点がある。
アタックには一部を除き一定の無敵時間があり、ロボによっては攻撃のためではなく、攻撃の回避のために使用するものもある。
アタックには「攻撃」「対空」「移動」「回避」の4つの種類が存在する。「攻撃」は純粋に真正面の相手に攻撃するもの、「対空」はアタックの途中で斜め上に飛び上がり、空中の敵に攻撃するもの、「移動」は飛び跳ねるような動きを行い、障害物を飛び越えるもの、「回避」はその場に留まる、または逃げるような動きを行い、攻撃の回避に使用されるものである。
ダウン
ロボは一定の攻撃力以上の攻撃を受けるとダウンする。ダウンしたロボは無防備となるが、ダウンしている間に攻撃された場合、受けるダメージは通常よりも少ない（ただし、ボムの攻撃は軽減率が少なく、追撃として有用）。ダウンから回復した際は一定の無敵時間がある。
ダウンのし易さは各ロボのがまん値によって定まっており、例としてリトルレイダーやリトルスプリンターはがまん値が低いためダウンしやすく、メタルグラップラーやファッティバイスはがまん値が高いためダウンしにくい、といった特徴がある。
特例として、がまん値を無視して強制的にダウンさせることができるK型の爆風が存在する。
基本的にダウンしている時間は全ロボで共通であり、レバガチャなどの操作で時間を短縮することが可能。特殊な部類として、そのロボの特性としてダウンしている時間が短くなっているものと、そもそもダウンの動作が存在しない、いわゆるスーパーアーマーを持つものが存在する。
オーバーロード
ガンを使って相手をダウンさせると、まだ着弾していない相手の弾丸がすべて消滅するオーバーロードという現象が発生する。相手の使用するガンが弾速が遅いものや弾丸が空中で静止するタイプのものなどであると狙いやすい。相手のガンによって自分がダウンした場合は、自分の弾丸にオーバーロードが発生する。
オーバーロードが発生するのはガンでダウンさせた場合のみの話であり、ボムやアタックなどでダウンさせても発生しない。また消滅するのはガンの弾丸のみであり、ボムやポッドが消滅することはない。
例外として、ガンの中にはオーバーロードしないという特徴を持つ物も存在する。

### 現実空間でのバトル
ゲーム内の世界観では、ホロセウムを用いずにカスタムロボを使用することは法律により禁止されている（『初代』ではポリス隊が使用するカスタムロボに対する公務執行妨害を未然に阻止するため、『V2』ではレギュレーションに乗っ取ったものであっても周囲に被害が及ぶ可能性があるためとされている）。しかしストーリーモードでは、物語の展開上やむを得ず、ホロセウムを介さず現実空間に直接ロボキューブを設置しバトルが行われることもある。
この場合、ロボはキューブ射出・変形の過程を省略し、既に直立した状態から始まる。両者ともバトル開始と同時に行動可能になるという点が異なっている。
なお、『初代』『V2』では最初にステージの全景を見渡した後直立状態のロボが配置、次に「READY」と表示され戦闘開始、という手順となっているため、ある程度猶予が存在する。これに対し『GX』では何の前兆も無く突然バトルを開始し、CPUも即攻撃を開始するためまったく猶予が無く、戦闘開始直後は不利になっている。『BR』ではコマンダーが独自にホロセウムを作り出せるという設定上、デッキも何も無い場所であってもホロセウムが作り出されるため、現実空間でのバトルは存在しない。

### スカイバトル
スカイバトルは「ゼロGホロセウム」で行われるバトルである。『カスタムロボGX』で採用されている。ほかのバトルとはルールやシステムが大きく異なるので、この項で別途解説する。
- ロボキューブはキャノボットから射出後一直線に進み、障害物で跳ね返りながら徐々に減速し、静止するとキューブに表示されたカウントダウンが始まる。前述の通りキューブからの変形モーションが省略されている。
- ゼロGホロセウム内は無重力であり、ロボは自由落下せず、ダウン中のみゆっくりと降下していく。また、ブーストダッシュの回数は無制限である。
- 2Dのゲームシステム上、「壁を飛び越える」ことができないので、代わりに「壁を貫通する」武装が多数登場する。ロボ本体もブーストダッシュで壁をすり抜けることができるものが存在する。
- チップというパーツが存在し、アタックの効果は使用ロボごとではなく、装備するチップの種類によって決定される。体当たりだけでなく、攻撃から身を守るバリアを発生させるチップも存在する。
- 一つのガンでαショットとβショットの2種類を使い分けることができる。βショットは他作品の空中射撃に相当する。
- 自分の周囲に設置、または相手を追尾し、自動的に射撃を行うガンナーというパーツが存在する。ポッドとどちらかを選択して装備できる。
- 『GX』においても現実空間でのバトルは存在するが、重力による違いは無く、ゼロGホロセウム内で行う通常のスカイバトルと同様の性質で進行する。

## 操作方法
ロボの操作は移動とジャンプ、空中ダッシュ（多段ジャンプ）、ガン、ボム、ポッド、アタックに分けられる。
ガン・ボム・ポッドは装備しているパーツによる攻撃であり、パーツによって威力や範囲、効果が異なる。
ジャンプはその場で飛び上がる。空中ダッシュは水平の直線方向に高速移動できる。多段ジャンプは空中での落下の慣性を打ち消した上で追加でジャンプ移動する。空中ダッシュか多段ジャンプのどちらを行なうのかは使うロボによって決定され、着地までに使用できる回数もロボやスタイルによって変化する。
アタックは接近戦用の体当たり攻撃である。ロボによって攻撃方法は異なり、その攻撃力も異なる。ただしロボによっては相手との距離を取る行動を取るなど、必ずしも相手に向かって行くものではない。アタック中は一定時間無敵状態になり、攻撃を受け付けないが、この無敵時間もロボによって異なる（中には無敵時間が存在しないものもある）。うまく使えば相手の攻撃を無効化し、相手との距離が近ければ反撃もできるが、アタック後は隙があり、この隙もロボによって異なるが、大抵は無敵時間が長いほどその隙も長い。
さらに交代制の2on2では交代、3人以上で戦うバトルロイヤルではターゲット切り替えが操作に加わる。
以下の操作方法は、初期設定（Aタイプ）のものである。オプションで操作タイプを切り替えることで操作方法の変更ができる。

### NINTENDO64
『カスタムロボ』、『カスタムロボV2』が該当する。
- 移動：3Dスティック
- ガン：Aボタン
- ボム：Bボタン
- ポッド：Zトリガーボタン
- ジャンプ：地上でRトリガーボタン
- 空中ダッシュ（多段ジャンプ）：空中でRトリガーボタン
- アタック：Cボタン
- 交代（2on2のみ）：Lトリガーボタン

### ゲームボーイアドバンス
『カスタムロボGX』が該当する。ゲームシステム上常に空中に浮いているためジャンプが存在せず、ダッシュのみとなっている。空中撃ちの代わりに第二のガン攻撃としてβショットがある（通常のガン攻撃はαショットと呼ばれている）。
- 移動：十字ボタン
- ガン：Bボタン
- ボム：Rトリガーボタン
- サブウェポン：Lトリガーボタン
- βショット：R+Bボタン
- ダッシュ：Aボタン
- アクションチップ：L＋Rボタン

### ゲームキューブ
『カスタムロボ バトルレボリューション』が該当する。以前はRトリガーの操作であったジャンプがAボタンに割り当てられているなど、『初代』、『V2』から続けているプレイヤーにとっては多少違和感を覚える配置に変更されている。オプションで以前の配置に近いもの（Rトリガーでジャンプ、Aでガン、Bでボム）に変更することも可能。
プレイヤー視点は条件を満たすと使えるようになる一人用のバトル専用の隠し操作である。周囲の状況把握が難しい、カスタムロボ自身の視点でバトルができる。なお、カスタムロボに登場する人物たちは本来この視点でバトルを行なっている。
- 移動：コントロールスティック
- ガン：Bボタン
- ボム：Rトリガーボタン
- ポッド：Lトリガーボタン
- ジャンプ：地上でAボタン
- 空中ダッシュ（多段ジャンプ）：空中でAボタン
- アタック：Xボタン
- ターゲット切り替え（複数戦闘時） / 交代（タッグ戦時）：Yボタン
- プレイヤー視点：Cスティック上

### ニンテンドーDS
『激闘!カスタムロボ』が該当する。視点変更とソウルブーストが加わったが、基本操作はゲームキューブの時と大差ない。視点変更は『BR』のプレイヤー視点と異なり、自分のロボの背後に視点が固定されるバックビューに切り替える。操作するボタンの配置は下述を含む5種類の中から選んで設定でき、従来の配置に近いものも存在する。
- 移動：十字ボタン
- ガン：Bボタン
- ボム：Rボタン
- ポッド：Lボタン
- ジャンプ：地上でAボタン
- 空中ダッシュ（多段ジャンプ）：空中でAボタン
- アタック：Xボタン
- ビューチェンジ（視点変更）：SELECTボタン
- ソウルブースト：下画面をタッチ

## 主なゲーム内容

### シナリオモード（旅立ち編）
RPGのように自分の分身である主人公を動かし、人々と会話し、バトルしてストーリーを進めていくモード。バトルに勝つことで様々なパーツを入手し、使用することができるようになる。シナリオは、ライバルとのバトルを通じて成長した主人公が最終的に悪の組織を滅ぼす、または世界チャンピオンとなるというストーリーである。
序盤の展開はチュートリアルも兼ねており、このモードを遊べば「カスタムロボ」の遊び方や世界観を知ることができる。カスタムロボは30センチ程度の小型ロボットで、操縦者が精神をダイブして操縦するということ、操縦者はコマンダーと呼ばれ、ホロセウムの中で戦闘する競技があるということはここで語られる。これらはこのモード以外をプレイするときにもプレイヤー自身に重ねてもらう設定として存在している。
各ソフトによって取得方法は違いがあるものの、シナリオモードを進めるに従い、使用できるパーツが増えていくという形は共通している。
初代と『GX』『激闘』ではやり直しがきかず、物語を最初から始めるにはデータを消す必要があったが、『V2』『バトルレボリューション』では今まで入手したパーツを持ち込んで2周目を始められる（実体化しておらずデータのみのパーツがある場合、『V2』は開始直後に自動的に実体化を行い、『バトルレボリューション』では自宅内にジェネレータがあるので任意で行う）。

### シナリオモード（激闘編）
旅立ち編のクリア後に選択可能（一作目には存在しない）。「シナリオ」と付いているが、シナリオはオマケ程度でバトルがメインとなる。各地で開かれている大会に参加し、トロフィーを狙うのが目的。トロフィーの獲得数に応じて新たなパーツなどが手に入る。
『GX』と『激闘』は特殊で、選択ではなく旅立ち編のエンディングからそのまま激闘編へ移行し、旅立ち編へ戻ることができない。旅立ち編を遊びたい場合はセーブデータを消し、新しくゲームを始める必要がある。
シナリオモードというよりはスコアアタックに近いシステムになっており、ハイスコアなども記録される。スコアは以下のように計算される。
残りHP：1ポイントにつき30点
スコアに最も大きく左右する要素である。ノーダメージのパーフェクトだと30000点（GC版ではさらに+5000点されて35000点）となる。
『BR』の2on2、2on1（逆ハンディキャップバトル）では、2体分の合計HPが計算される。
残り時間：1秒につき100点
画面には1秒単位で表示されているが、実際には1/10秒単位で計測されている。スタート時が12000点（2on2とタッグバトルでは18000点）で、タイムアップの場合は0点となる。
ロボ撃破：1体につき10000点
「LOSE」にした敵の数だけカウントされ、1on2（ハンディキャップバトル）や2on2（タッグバトル）なら20000点、1on3（4人でのバトルロイヤル）なら30000点である。タイムアップになった場合に残っていた敵の分の得点は得られない。なお、HPを0にする攻撃が自分以外であっても得点が加算される。『BR』のみ該当。
コンボ：1ポイントにつき30点
画面左上に表示された「COMBO」の最高数が対象となる。200コンボで6000点、300コンボで9000点といった具合になる。『激闘!』のみ該当。
リトライ：1回につき10%分ずつ減点
1回やり直すと0.9倍、2回やり直すと0.8倍、3回やり直すと0.7倍…となる。9回以上は0.1倍に固定。『激闘!』以外が該当。
違法パーツ使用は50%減点
DS版では同時に装備している違法パーツの数によって減点率が異なり、1個で30%減点、2個で35%減点、3個で40%減点、4個で45%減点、全てのパーツが違法である5個で50%減点となる。それ以外の作品では数に関係なく50%減点となる。
ハンディキャップを使用した場合、相手のHPを減らした割合分だけ減点
相手に3連敗（GC版では2連敗）すると25%（スコア×0.75）、5連敗（GC版では3連敗）すると50%（スコア×0.5）、7連敗（GC版では4連敗）すると75%（スコア×0.25）のハンディキャップが使用できる。
5ラウンドで使用したパーツの使用数によって最終スコアが乗算
『激闘!』におけるアーケードバトルでのボーナス要素。全ラウンドの合計得点に一定の倍率が掛けられる。使用パーツが5 - 10種類では1倍だが、11 - 15種類だと1.2倍、16 - 20種類だと1.6倍、21 - 24種類だと2.2倍、25種類（全ての部位が各ラウンド毎に異なる）だと3倍にもなる。
また、以上のルールに加えて特殊なルールが存在する大会もあり、特に制限のないルールはノンリミットバトルと呼ばれる。
パーツとりあげバトル
一度使用したパーツがその大会中では使用できなくなる。種類の少ないレッグは対象外。プレイヤーのカスタマイズの幅が試されるルール。
パーツレンタルバトル
「V2」にて登場。使用できるパーツが限定されており、さらに一度使用したパーツがその大会中では使用できなくなる。敵のカスタマイズや自分の戦法、他のパーツとの相性などを考える必要がある。こちらもレッグは対象外。
ロボやガンなど一種類が制限されるものから、レッグ以外の全パーツの使用が制限されるという高難度の大会も存在している。
大抵は相手のカスタマイズに対して有利なパーツが用意されているため、パーツの扱い方や何がどう有利なのかを見極める必要がある。
「BR」では上記のルールに加えて、2on2の機能を用いた複数のCPUとのバトル大会も用意されている。CPUが1機味方となる2対2でのチームバトル、プレイヤー1機で敵CPU2機と戦うハンディキャップバトル、逆にプレイヤーと味方CPUの2機で敵CPU1機と戦う逆ハンディキャップバトル、全員敵の4機でのバトルロイヤルが存在している。

### アーケードモード
コンピューターとの勝ち抜きしていくモードである。コンピュータと連戦しての成績を競う「ステージクリア」、コンピュータとステージやカスタマイズを指定して1戦だけ行う「フリーバトル」、2人で対戦する「VSモード」で遊ぶことができる。
『カスタムロボ』には存在したが二作目の『V2』では無くなっている。『激闘!』ではアーケードモードとフリーバトルがシナリオモード内のロボステーションと呼ばれる施設内に統合され、VSモード（ワイヤレスプレイ、Wi-Fiコネクション）はタイトル画面から選択する形になった。
「アーケードモード」という名称が使われているが、このゲームシリーズがアーケードゲームとして稼動したことはない。

### VSモード
対人の対戦モード。相手のHPを0にするとKOとなり、HPが残っている方の勝ちである。制限時間をつけて対戦することもできる。制限時間が過ぎても両方ともKOしていない場合はHPの多いほうが勝利となる。同じ場合は引き分け。基本的にHPは1000。実力差がある場合のために、HPのハンデ設定ができる。V2以降ではHPを減らすことはできても、ハンデ設定でHPが1000以上に増やすことはできない。
据え置き型ゲーム機向け（『初代』、『V2』、『BR』）の場合はロボのカスタマイズに使用されるパーツはプレイヤー各自がゲームデータを持ち寄る形ではなく、ゲーム所有者のシナリオモードで獲得したパーツのデータを共用する形になる（つまりプレイヤー間で使用できるパーツの差は存在しない）。カスタマイズ画面では各プレイヤーが同じ画面でカスタマイズを行うため、ゲーム開始まで相手のカスタマイズがわからないように工夫されている（シークレットモードと呼ばれるが、強制使用ではなく、カスタマイズをあえて公開することも可能。初心者が相手の場合にわざと自分が不利になるカスタマイズで戦わせることもできる）。
携帯型ゲーム機向け（『GX』、『激闘!』）の場合は各プレイヤーのカートリッジのパーツ取得状況を使用する（実際はシナリオモードをクリアしていればパーツを大体網羅できるため大きな差は生まれない）。対戦の他にも余分なパーツを他のプレイヤーと交換する機能も用意されている。

### 2on2モード
2対2の4人で対戦をするために『V2』で追加されたモード。4人対戦といっても戦っているロボは2体のみで、残りの2体は戦闘に参加せずに控えている状態にある。基本的な操作はVSモードと変わらない。
チームのどちらか一方がKOされると勝負が決まる。「Cボタンユニット↑」もしくは「Lトリガーボタン」で控えのロボと交代できる。交代すると7秒間交代できない。控えのロボのHPが150以下だと自動的に回復する。しかし何回も交代していると回復速度が落ちてくる。ストーリーモードの登場キャラクターがこのモードを説明してくれる。バトルレボリューションからはこのモードはタッグバトルと称される。
『BR』の2on2は交代制ではなく4体のロボがホロセウム内に同時に参加して戦う。敵チームを2体ともKOさせなければ勝負がつかない（一体でも倒せば勝負がつくようにルール変更可能）。2体が1体を集中的に攻撃するなど作戦の幅が広がった。基本的に仲間のボム、ポッドの爆風には巻き込まれダメージを受ける。ガンから発射される弾は仲間に当たってもダメージにはならないが、設定を変えればダメージを受けるようになる。Cスティックを弾くなどすることによって狙いを変えることができる。どの方向に弾いても狙いは変わる。

## 用語説明

### バトルに関する用語
KO
対戦でどちらかのHPが0になること。
PERFECT
一度も攻撃に当たらないでどちらかが勝つとこの表示が出る。『激闘!』以前の『旅立ち編』では何ら意味は無いが、『激闘編』および『アーケードモード』ではボーナスポイントが貰える。また、『激闘編』においてはPERFECT判定で勝利することを条件としたバトルが用意されていることもある。
DRAW
同時に両方がKOするかタイムアップになったときHP残量が同じだったときに表示される。同時KOはポッドなどを相手に当てようとしたときに、近すぎて自分も当たってしまった場合に多く発生する。一方、ダメージは攻撃が当たった距離とロボ固有の防御力で算出され、それによってたとえ同じ攻撃でも1の位までダメージに変動があるので、HP残量が同じ状態でタイムアップする場合のDRAWは、両者が時間切れまで何もしないなど、故意でもない限りなかなか見られない。

### 劇中設定に関する用語
一部用語は初出の作品の項へ記載。敵組織の用語は登場人物の項も参照。

#### 複数の作品に共通する用語
レイシリーズ
各作品の主人公は必ず「レイ」の名を冠する機体を初めに入手し、また愛機とする。基本的にはシャイニングファイター型のノーマルスタイルである場合が多いものの、作品によりスタイルが異なっている場合もある。
現時点で「レイ（初代）」「レイII(V2)」「X-レイ(GX)」「レイ01(BR)」「レイMkIII（激闘!）」、シャイニングファイター型以外のレイではライトニングスカイヤー型の「レイスカイヤー(GX)」とそれを基に製作された軍用型の「A・I・R・S(GX)」、違法型では「レイIIダーク(V2)」「レイレジェンド(BR)」「レイウォーリア(BR)」がある。
ユリエは『V2』にて「栄光あるレイ・シリーズ」とも語り、作品中でも特別な意味合いを持つ機体である。しかしレイシリーズとは言ったものの、元祖とも言えるラムダ社開発のレイとレイII以外の機体はどちらかというと外部企業や個人の製作である場合が多い。例としてレイスカイヤーはニカイドウ・グループの研究者作、A・I・R・Sはポリス隊製作の軍用機体、レイMkIIIは権利を強引に取得したネオブレイン社製、『BR』に登場するロボたちはカスタムロボの研究機関であるラボの製作、レイIIダークはロボ博士個人の製作品と、実際はラムダ社が関わっていない場合が多い。
コマンダー
ロボを操縦する人。これに対してドレッドなどの闇の組織に所属するコマンダーは闇コマンダーと呼ばれる。
アイ・コンタクト・レジスター
ロボを、最初に目を合わせた人物以外の操作を受け付けないようにする盗難・悪用防止用のシステム。網膜認識の技術を使用しているらしい。
『BR』ではスイッチを押すだけの全くの別物になっており、名前に反して目を合わせることを必要としない。
『激闘!』では『BR』とそれ以外のものが統合され、「スイッチを押して起動することで閉じている目を開かせ、それから目を合わせてアイ・コンタクト・レジスターを行う」という手順になっている。また、これを行うことで初めてロボにパーツが装備される、と思わせる描写がある。
ロボキューブ
ロボを持ち運ぶ時の姿。その形状と外見から、カスタムロボをよく知らない人からは「サイコロ」と比喩される。『大乱闘スマッシュブラザーズX』では『BR』で使用されるロボキューブがシールとして登場している。
パーツ・ジェネレータ
パーツを実体化する装置。『初代』ではロボの実体化はできず、キューブ一個につきロボ一体となっていたが、『V2』では性能が向上してロボのデータも実体化できるようになり、一つのキューブで複数のロボを所有できるようになった。
『初代』ではステーション一階のカウンターで職員が実体化を行っていたが『V2』以降は見られない。
『初代』ではジェネレータ本体の値段が高く、公的な施設や富豪であるカトレアの家の敷地内、非合法である闇組織ドレッドの施設内にしか存在しなかったが、『V2』では値下がりしたらしく、タクマ塾などの個人経営の施設にも設置されている。『BR』では小さめの電灯のような姿になっており、個人の家の中にあるなど場所を選ばなくなった。『GX』『激闘!』ではパーツそのものを直接販売しているため登場しない。
レギュレーション
人間に危害を及ぼさないようにするため、市販のパーツの性能の上限を定めた法律。このレギュレーションを無視して製作されたパーツを違法パーツと呼ぶ。
レギュレーションに違反さえしなければパーツの出どころは問わない模様（例として『初代』にて闇組織ドレッドから合法パーツを盗み、そのパーツを使用して大会に参加したフカシ、『GX』にてシンサクがガラクタを材料に自作したガラポンなど）。
自律機動型
コマンダーを必要とせず自分の意思で動くロボ。ドレッドやゴライアスなどの犯罪組織がよく使用するが、個人が所有することも可能。ロボ博士曰く「かなり強い」そうだが、ゴライアスのロクドウからは、動きはコマンダーのそれには及ばないとも評価されている。
自律機動型に対してダイブを行うことは不可能だが、改造すればその限りではない。
『初代』では闇戦士によって学校の倉庫に配置されたファッティバイス型のブチル、『V2』ではロボ博士が知り合いから貰ったトリックフライヤー型のオラクルヘッドが作中初めて自律機動型として登場している。
『BR』では技術的な問題から作業用程度に収まっており、作中では存在が語られるのみで登場することは無い。
ダイブ
精神力を使ってロボを操縦すること。ロボバトルでダメージを受けるとコマンダーの精神にもある程度響いて来るため、激しいバトルを連続で行うのは健康上望ましくない。またダイブしたまま本人とロボの距離を離すことも、精神力を浪費するため推奨されない。
バトル中のコマンダーに話しかけるのはマナー違反。
『激闘』では、ダイブ中は思考が加速されバトル中のホロセウムを第三者が見ると高速で動いている、という設定が追加されている。
ホロセウム
ロボを使ってバトルするフィールド。様々な施設に常置されている。ロボの攻撃は実際のものであり、触れると怪我するため、ロボの攻撃が外にでないようにする目的で使用する。ホロセウム外でのバトルは法律で禁止されているが、場合によってはホロセウムを使わずに現実空間でバトルすることもあり、その場合はキャノボットが出現せず、いきなり直立の状態から始まる。
『BR』ではコマンダーが独自のホロセウムを作り出せる、という設定がある。この設定により何も無い場所でもホロセウムが出現するため、『BR』では現実空間でのバトルは存在しない。
主人公を始めとして先天的に作り出せないコマンダーも多く、そういった人同士で戦う場合はロボにあらかじめプログラミングされたホロセウムデータや常設のホロセウムを用いる。なお、ホロセウムデータの作成を専門とした会社も存在し、ロボに組み込まれた既存のホロセウムデータと入れ替えることもできる。
キャノボット
ロボキューブを打ち出すロボット。『初代』、『V2』、『GX』、『激闘!』では顔とキャタピラがあり、両腕が砲台になっていた。ステージによって色合いが異なる。『BR』では4人同時対戦が可能になったためリニューアルされ、顔もキャタピラも無い純粋な砲台のような姿となった。
ラムダ・コーポレーション
元々は工業用ロボの開発をしていた会社。カスタムロボの登場に従って勢力を伸ばし、拡大。現在ではカスタムロボの製作だけでなく、大会の主催、マリンパークの運営、タクマ塾の資金援助など、幅広い分野で活動している。作中では「ラムダ社」とも呼ばれる。
闇バトル
主に悪の組織が資金源として開催しているバトル大会。違法パーツの使用、観戦者による賭博、試合終了後の執拗な攻撃といった法律違反が横行している。
いわゆる「表の世界」の人たちに見つからないようにするため、秘密会員制であり、一見廃墟に見える場所を会場とし、参加チケットを持たない者を入場させないようにしている。
ポリス隊
カスタムロボを悪用した犯罪から一般市民を守るための組織。構成員もコマンダーである。
『初代』から存在こそしてはいたが、姿を見せるのはドレッド総帥シノノメとの戦闘直後のみ。
『V2』ではさらに影が薄く、普通に話を進めていると存在を確認できるのは会話の中と旅立ち編の最後においてサイレンの音が聞こえるだけで、登場すらしない（マリンパークフェスティバル開催時の廃工場にて姿が見られる）、ほとんど名称だけの存在となっていた。
活躍の機会が回って来たのは『GX』でマモルが所属してからであり、以降『BR』『激闘!』でもストーリーに深く関わる主要キャラクターが登場するようになった。
犯罪コマンダーと戦うことを視野に入れているため、現実世界で戦うことを許されている他、レギュレーションを無視した軍事用パーツなどの通常のパーツより強力な物を使用している。ただし主人公と戦う場合は基本的にレギュレーションに違反しない通常の物を用いている。
犯罪組織
ドレッドやゴライアスなど、カスタムロボを悪用する悪の組織。幹部と戦闘員で構成されている。その多くは世界征服を目論んでおり、物語の終盤には必ず主人公と直接対決する流れになる。下記の違法パーツを使用する者も多く、たとえ使用していなくても大半がロボに身体への影響を度外視した改造を施すこともあり、ほとんどの場合戦闘に負ければ反動による強い精神的ダメージで意識を失う。
違法パーツ
上記のレギュレーションを無視し違法改造されたパーツおよびロボのこと。シナリオ内では主に犯罪組織が使用する。強力である反面、対戦相手や違法パーツを使用したコマンダー自身にも強い精神的・肉体的影響があり、最悪の場合生命に関わる。違法パーツに馴れるための訓練をしたコマンダー（悪組織の幹部など）ならば、使用後でも精神への影響が少ないといった劇中描写もされるが、悪組織コマンダーの大半は違法パーツ使用と同時にロボ自体に無理な改造を施している他、精神的強化を図る特殊な薬やナノマシンを摂取している場合もあり、試合に負ければ返ってくるダメージに耐えきれず気絶・失神してしまうことが多い。なお、条件を満たすことで主人公も違法パーツを使用できるようになるが、シナリオモードでの展開では自分 / 対戦相手ともに精神的・肉体的影響は全く無く、合法パーツとまったく同じ扱いで進行する。『GX』では大会で違法パーツを使用すると違反と認められ、商品を没収されてしまう。
劇中に登場する違法パーツ名の前か後ろには、必ず違法であること示すマーク（主に髑髏マーク、『BR』では！マーク）が付き、武器自体の銘には基本的に専用装備者の名が付けられているが、例外もある（特に『BR』では使用者の名前が付いたパーツは一つも存在しない）。
違法パーツは既存のパーツの性能を改造したものがほとんどだが、中には元となるパーツが存在せず、オリジナルで作られた違法パーツもある。対戦モードにおいては設定で使用可の有無を変更できる。
作品によっては違法パーツよりもさらに強力で、本来ポリス隊などが用いる「軍事用」のロボ・パーツが存在し、違法パーツと同様の扱いがされている。

#### 『カスタムロボ』
カスタムロボ市民大会
『初代』にて、市民ホールで行われる大会で、主人公がコマンダーとして初めて参加する大会。前の大会ではカリンが優勝している。なお、マモルもこの大会の優勝からスタートしている。優勝者は副賞としてスーパー・コマンダー・トーナメントの両方の大会に参加できる権利を与えられる
スーパー・コマンダー・トーナメント
『初代』にて、ジャンボサイトで行われる大会。ラムダ社が主催している。東館と西館で開催され、それぞれホロセウムのコンセプトが違う。なお、原則として普通に参加申請をしたコマンダーは片方の大会のみ参加できるが、市民大会の優勝者は副賞として両方の大会に参加できる。作中では「SCトーナメント」「SCT」と略して呼ばれている。
グレート・ロボ・カップ
全てのコマンダーの憧れの的となっている、カスタムロボの全国大会。この大会で3年連続優勝を果たしたマモルは伝説のコマンダーとして名を馳せる。基本的に予選大会の優勝者と準優勝者が参加できるが、『初代』ではフカシが特例として推薦で出場し、『GX』以降は推薦による出場者も出てきている。
秘密結社ドレッド
世界征服を目的とする秘密結社。闇バトルで資金を得ており、ユリエの体内にある治療用ナノマシンに目をつけている。
世間的には実用化まで遠いとされていた自律機動型を完成させるなど技術力は高く、ナノマシンを暗殺用に転用して軍事兵器として売りさばき、莫大な資金を得ようとしていた模様。そのためナノマシン治療を受けていたユリエを拉致した。
他には宝石強盗を働いたり闇バトルを運営して資金を稼いだりするなど、多くの犯罪に手を染めている。
基地への入り口は定期的に変化しており、ポリス隊も手をこまねいていたが主人公たちを導いたロボキチによって港の倉庫にあることが判明した。
『V2』の旅立ち編においては壊滅していることが語られている。ただし激闘編では主要メンバーが脱獄し、研究所のデータを奪い取ることで組織を復活させようとしている。結局、ロックの解除に手間取っている間に主人公によって全員が倒され、計画はご破算となった。その後は幹部メンバーが変装して登場するなどしているが、組織としての動きはない。

#### 『カスタムロボV2』
タクマ塾
コマンダー養成を目的としたスパルタ塾。『V2』『GX』で登場し、特に『V2』では物語の重要な舞台となっている。『BR』では「タクマ大学」なる名門大学が登場するが、関連は不明。
ポータブルホロセウム
携帯用のホロセウム。『V2』より登場。「技術進歩して携帯できるようになった」という設定の存在。
『GX』にも、フカシがニカイドウの屋敷内にて盗んだものが一度だけ登場する。
デュアルダイブ
「一体のロボに二人でダイブしコマンドする」というテクニック。『V2』で初登場し、大会でゲンタとタイヘイが実行するが、2人の息が合わず大コケし、大して強くない。中盤以降は双子の兄弟であるツルギとヤイバが違法ロボ「ベイオネット」でデュアルダイブによるバトルを挑むようになり、こちらは息が合っており強敵である。
「二人の息がピッタリ合わないと、強くなるどころか足を引っ張りあう」という問題が根底にあるため、使用者が少ない。赤の他人よりも波長の近い双子の方が上手く行くらしく、『激闘!』では直接の登場こそしないものの使用者として上記のツルギとヤイバ兄弟（『GX』でも常にデュアルダイブで戦うコマンダーとして登場）、イライザとイザベラ姉妹（『BR』のキャラクター）の名が上がっている。
ダイブ酔い
ダイブに体が適応できず、乗り物酔いのように吐き気などの体調不良を起こす症状。酔い止めの薬で治療可能。劇中ではヤイバ・ホムラ・シーザーがこの症状を持ち、特にヤイバはトラウマによる精神的な問題もあってか、ダイブした瞬間吐き気を催し、ダイブを中断せざるを得ないほど重症。後に自力、かつ力技で克服したが、今までダイブできなかった反動で暴走し、最終的に気絶する羽目になった。
サンデーマッチ
『V2』にて、ロボステーションで行われる大会。日曜日に定期的に開催されることからこの名前が付いている。
マリンパーク・フェスティバル
『V2』にて、マリンパークで行われる大会。ラムダ社が主催している。なお、目的は不明だが、ロクドウとロウガが一般人に紛れて観戦をしている。
　大会終了後、表彰の最中にフカシが乱入し、イルカのクレオパトラとエキシビジョンマッチを行うこととなる。
秘密結社ゴライアス
世界征服を目的とする秘密結社。ドレッドとは勢力争いで敵対している。前作『カスタムロボ』で秘密結社ドレッドが壊滅し、競争相手がいなくなったことで勢力を伸ばしている。ドレッドに所属していたホムラを吸収し、ロボ・リジェネレータなど機器の開発を任せている。
しかし、現在総統のロクドウが大病に罹って倒れ、トップ不在による壊滅の危機に瀕している。
さいみんチップ
ゴライアスが開発したチップ。このチップが組み込まれたロボにダイブしてからしばらくすると、ダイブによる精神の接続を逆流して催眠波がコマンダーに送られ、操られたようになる。パーツショップなど、各地に潜り込んでいたゴライアス構成員がメンテナンスと称してロボにチップを組み込んでおり、タクマ塾の関係者も、塾生のロボのメンテナンスを請け負うタクマ塾生に扮したゴライアス構成員によりチップを組み込まれ、タクマなどの自主的にロボのメンテナンスを行うメンバーを除く、多くのメンバーが操られて主人公たちと交戦する。
なお、操られるのにも一定の精神力が必要らしく、作中ではヒロシとヨシオの2名は精神力が弱く、催眠波に意識が耐えられず気絶。逆にフカシは精神力が強すぎて全く効果が無かった。
ロボ・リジェネレータ
科学者・ホムラが開発した、ロボを合体させる2又の形状をした機械。二か所のベルトコンベアにロボを置くと、二つのロボは分子レベルで一度分解され、配列を組みかえることによって合体ロボが出来上がる。また、配列組み換えの過程でさいみんチップに似た機能を搭載されるらしく、合体ロボにダイブをすると、精神コントロールを受ける。ツルギとヤイバはお互いのロボを融合させて違法ロボ「ベイオネット」を創りだした。ケンゴ曰く、未完成の機械だったらしい。

#### 『カスタムロボGX』
ゼロGホロセウム
『GX』で登場。「ゼロG」とは無重力 (Zero Gravity) のことであり、空中浮遊しつつホロセウム内を自由に動くことができる。
Sv（シルバ）
『GX』の世界に登場するカスタムロボに関わる取引で使用される通貨。大会の賞金や参加費、パーツの購入は全てSvを用いて行われる。『GX』の世界での闇バトルでの賭博に使用されるのはSvではなく通常の通貨（円やドルなど）であるとマモルから説明がなされる。
ニカイドウ・グループ
電化製品やカスタムロボを開発する超大手企業。ヒトミの家にある冷蔵庫をはじめとして、同作に登場するロボであるアイアンレオやクロスボーンもニカイドウ・グループ製。正規の品を製造して運営している傍らで、密かに違法パーツや軍事用ロボを開発している。ポリス隊が調査を進めるも決定的な証拠を掴みあぐねており、闇バトル場では痕跡を一切残さず、旅立ち編終盤ではポリス隊上層部へ圧力をかけるなど、巧みにポリス隊の手を躱している。
ダークキメラ
ニカイドウ・グループが密かに開発した軍事用ロボ。主人公と戦う時には未完成の段階だったらしく、足が存在せず、ダッシュを行うことができない。通常の攻撃では全くダメージを与えられないほどの装甲をもつ。未完成のためなのか圧倒的な性能のためなのかは不明だが、特殊な薬を飲んで身体能力を劇的に高めたニカイドウでも操作するのには無理があり、バトルに負けた時には体中に凄まじいダメージが来る。
ライジングキメラ
謎に包まれた軍事用ロボ。ダークキメラの色を金色に変え、足が付いたような姿を持つ。製造者、製造目的、戦う際誰がダイブしているのかなど、一切が不明。
ダークキメラを強化した性能を持ち、ダークキメラができなかったダッシュが可能になっている。ストーリー中で戦うことはできず、ある特殊な方法が必要となる。

#### 『カスタムロボBR』
カスタムロボ バトルレボリューション#コマンダーに関わる用語の項目と重複するものも多く、そちらも参照。
バウンティハンター
依頼を受けて、カスタムロボを使って色々な事件を解決する人のこと。『BR』に登場。主にポリス隊が取り合わない小競り合い程度のトラブルを解決するのが仕事だが、エリートと呼ばれるポリス隊とは仕事の取り合いにより、基本的に仲が悪い。
スティルハーツ事務所
主人公が勤める、お金のない小さなバウンティハンター事務所。社長はアーネスト。実績は乏しく、人々からは「バカンティハンター」という愛称で親しまれている。
セーフティ装置
対戦相手にケガをさせないようにするためにカスタムロボのパワーを制御するための安全装置。違法パーツはこの装置を起動させていないので直接コマンダーへのダメージとなる。ただし、主人公が違法パーツを使用している場合はセーフティ機能が起動しているため、精神ダメージなどの問題は生じない。『BR』のみに存在する設定である。
ゼクス
活動目的、本拠地、構成員などが一切不明の謎のシンジゲート。幹部セルゲイによると、本来は世界を滅ぼしたロボ「アール」を人知れず倒すことを目的とした組織。主人公の父が総帥を務めていたが、近年死去したため、総帥の意思から外れて暴走を開始。オボロ派、イライザ派などの派閥に分裂し、アールの力を手にしようと独自行動を起こしている。
ハーフダイブ
他人がアイコンタクトレジスターしたロボの中にダイブして、その「残留思念」を読み取る、本来あるべきではない特殊能力。他人のロボに強引にダイブするという性質上、使用すると肉体的・精神的に大ダメージを受けてしまう欠点があり、連続使用は難しい。残留思念を読み取るだけで、ロボの操縦はできない。
この能力の持ち主はロボバトルが苦手な人が多いのだが、マーシャはバトルの腕前とハーフダイブを両立しているという、非常に珍しい人間である。
R（アール）
『BR』の世界を破壊しつくし、人類を滅亡寸前にまで追い込んだロボ。破壊活動、破壊したものからの力の吸収、吸収した力に適応するための休眠を行うサイクルを繰り返し、無限に成長する。本来は姿の見えない生命体で手の打ちようが無かったが、ある日カスタムロボを吸収したことでなぜか姿が目視できるようになり、人類はロボバトルでアールを一時休止に追い込むことに成功した。『BR』の物語はこのロボを巡るストーリーとなっている。
第1形態から第3形態まで存在し、特に第3形態はストーリーのラスボスとなり、桁違いの圧倒的な性能を持つ。
生命体自体は結局ストーリー中で多くを語られることは無く、正体は不明のままである。
激闘編において、条件を満たすことで第1形態〜第3形態のデータを入手でき、自分のロボとして使用することが可能なる。
記憶消去装置
『BR』の世界に登場する終盤のキーアイテム。本作の争点の一つ。詳細はカスタムロボ バトルレボリューション#コマンダーに関わる用語の項目に記載。

#### 『激闘!カスタムロボ』
ネオブレイン
ラムダ社からMk-IIIの開発権を強引に取得したことで知られる会社。主人公の父セイイチと姉タマホが研究員として働いている。
グレイバム
カスタムロボを悪用する秘密結社。自律機動型ロボを多く使用する。過去に起こした事件にサキとハジメの両親が巻き込まれ死亡しており、ハジメはグレイバムを追うためにポリス隊へ入隊した。密かにネオブレインの研究を利用し、切り札となる自律機動型ロボ・ハドロンを開発していた。
ハドロン
グレイバムが切り札として開発していた自律機動型違法ロボ。黄金のカラーリングが特徴で、「自律機動型の判断力」と「ダイブ型の戦闘力」を併せ持つ。グレイバムによるデモンストレーションとしてグレートロボカップに乱入し、出場コマンダーを倒して回った。終盤には自身も自我に目覚めるも、主人公たちに敗れ機能停止する。
激闘編において条件を満たすことで、プレイヤーが自分のロボとして使用することが可能となる。

## 登場キャラクター
『カスタムロボ バトルレボリューション』の登場キャラクターは「カスタムロボ バトルレボリューション#登場人物」を参照。

### 『カスタムロボ』
主人公
声 - 高山みなみ（1999年PV）
カスタムロボ初代主人公。青い髪とバンダナが特徴。『別冊コロコロコミック』に掲載されたこしたてつひろの漫画では「コージ」という名前が設定されている。著者の漫画らしく熱血な性格。
母親から誕生日プレゼントとして、シャイニングファイター型のロボ、レイを受け取ったことからカスタムロボを始め、シンイチ、カリンらとグレート・ロボ・カップチャンピオンを目指すと共に、闇組織ドレッドの陰謀に巻き込まれていくこととなる。
初代では一切台詞を喋らなかったが、エンディングではユリエの初バトルの権利を巡ってハヤオと取っ組み合うなど自己主張の強い面を見せている。
『V2』ではチャンピオンの座を賭けてV2の主人公と戦う。この時は普通に喋り、一人称は「ぼく」。使用機体は初代と同様レイで、ガンはスナイパーガンとなっている。
『GX』ではカリンの台詞によると、海外に留学しているらしい。
シンイチ
声 - 大谷育江（1999年PV）
第一作の主人公の従兄弟。主人公のパートナー役の1人。小柄な体躯と眼鏡が特徴。反射神経がないためロボバトルの腕前はイマイチ。温厚な性格で初心者の主人公に丁寧にカスタムロボの基本をレクチャーする。
友人のカリンにはやや振り回され気味。しかし、中盤ではカリンのアドバイザーとなり、ロボバトルの際には彼女の隣に立って戦闘のアドバイスをするようになった。結果、カリンは大幅なパワーアップを果たしたがグレート・ロボ・カップ予選準決勝にて主人公に敗退する。その後、ユリエがドレッドに拉致された際は救出メンバーの一人としてドレッドの基地へ乗り込み、闇戦士と闘い抜き後方支援を担った。
頭は良いらしく、カリン曰く「学校の成績、アタシよりずっといい」とのこと。『V2』では自ら「理論派のシンちゃん」を自負している。しかし自分のロボを持ってくるのを忘れたり、グレート・ロボ・カップの観客席のチケットと間違えて町内福引券を持ってくるなど、少々おっちょこちょいな一面もある。
使用機体はリトルレイダー型のロビン。
カリン
声 - 後藤邑子（1999年PV）
シンイチの幼馴染でユリエとは親友同士。黄色いバンダナが特徴。自称「元気印のコマンダー娘」で、ちゃん付けの嫌いな自称通りの気一杯で男勝りの女の子。しかし時折女の子らしい一面も垣間見える。
いつも元気にロボバトルをしており、その腕は町内でもなかなか評判。同年代の相手には今まで負け知らずで、市民大会では前年度に優勝している。しかし、市民大会決勝戦では主人公に敗北し、さらにはハヤオにまで敗北。スランプに陥ったことで悩んでいたが、シンイチのアイデアによりカリンの隣で彼がアドバイスをするという形となり、腕前と戦略という互いに足りない部分を補う形のコンビとなった。その結果、グレート・ロボ・カップ予選では準決勝まで勝ち進むが、主人公には及ばず敗退。惜しくも出場の権利は逃した（上位二名が本戦出場になるため、決勝まで進めば権利を獲得できる）。閉会式の後、周囲に気遣われながらも一人大声で泣き叫んでしまうが、主人公に対する恨みつらみはなく、翌日にはいつもの元気を取り戻していた。その後、ユリエがドレッドに拉致された際は救出メンバーの一人としてドレッドの基地へ乗り込み、闇戦士と闘い抜き後方支援を担った。
マモルに憧れていて、「同じホロセウムに立つ」のが夢（この夢は『初代』のEDで叶っている）。恋愛には奥手なようでジェイクに言い寄られた時は困惑していた。
使用機体はエアリアルビューティー型のフレア/フレアMk-II (GX) 。『V2』ではドリルガンを愛用している。ダイブ時の決め台詞は「勝っても負けても恨みっこ無しよ！」。
ユリエ
マモルの妹。第一作登場時は病弱で内気な性格だったが、『初代』のエンディングで病気が完治してコマンダーとなって以降、それまでの反動からか180度変わって直情径行おてんばな性格になった（ハヤオ曰く「ホントに変わったな」）。マモルの妹だけあってカスタムロボの才能と実力に優れ、ゲンタをガンの1発すら当たらずに数秒で倒すほど。
髪型は『初代』ではストレートロング、『V2』ではボリュームあるセミロング、『GX』ではまたロングヘアと変えている。
『V2』では秘密のスパイコマンダーを自称しており、独自に不審な話が多いタクマ塾を捜査していた。
『初代』でドレッドに狙われた経緯から「違法パーツや自律機動型ロボを使う人間は大嫌い」と述べているが、どういうわけか『GX』ではダークステーションに出入りしており稀に違法パーツも使う。この間にどんな心境の変化があったのかは不明。マモルもそのことには気付いていないようである。
『激闘!』ではアイドルコマンダーになったことが判明する。
趣味はマスコット作り。しかし腕前の問題かは不明だが、作る人形の外観やセンスはかなり異質で、周りの者からは作った人形のモデルを何一つ理解してもらえない。主人公がモデルと思われる人形を、ジロウに「かろうじて人のかたちはとどめている」、ヤイバに「呪われそうなデザイン」と言われるほど。
使用機体はエアリアルビューティー型のプラネッタ(V2) / フェーベ(GX)。ダイブ時の決め台詞は「（ロボ名）、私に力を与えて！」。愛用のガンはマルチプルガン。敗北時の常套句は「クスン…女の子に花を持たせられない男の子なんてキラーイ！」。
マモル
グレート・ロボ・カップで3年連続を果たした伝説のコマンダー。またの名をディフェンディング・チャンピオン・マモル。初代におけるラストボス。まだ学生ながら闇組織ドレッドに勧誘されるほどの実力者。
『初代』では今年のグレート・ロボ・カップを最後に引退しポリス隊に入隊することを決意。主人公とは妹のユリエを通じて知り合い、年齢を超えた良き友人となる。ユリエが拉致された際は突出し過ぎたため疲労困ぱいとなり、奥に控える四天王やシノノメとの戦いを主人公に託し、カリンたちと共に後方支援を担った。ドレッド壊滅後、グレート・ロボ・カップ本戦タイトル戦にて主人公とラストバトルを繰り広げる。敗北した後は「最後にいい勝負ができた」と告げ、主人公を新たなチャンピオンとして祝福した。
『V2』では現役コマンダーを引退してポリス隊を目指し、激闘編終盤にて試験に合格した。『V2』主人公とユリエのデートに猛反対している。
『GX』では主人公たちに闇バトルおよびニカイドウグループの潜入調査を依頼する。コマンダーは引退こそしたが「楽しむだけならまだ現役」としてバトルを行っている。
『BR』では激闘編でコンピューターが「伝説の最強コマンダー マモル」のバトルデータを起動しようとするが、フカシ（バグ）に乱入され結局未登場。
使用機体はワイルドソルジャー型のカーライル、ライトニングスカイヤー型のパトリオット (GX) 。愛用のガンはマグナムガン。『V2』以降のダイブ時のキメ台詞は「君に戦いを挑む！」。
ハヤオ
主人公のライバル。元々はカスタムロボには興味もない一匹狼のいじめっ子だったが、主人公がカスタムロボを始めたのを見て自分も始めメキメキと頭角を現していく。年齢の割に背が低い。
『初代』では、ユリエ救出メンバーとしてドレッドのアジトへ乗り込み、主人公が四天王と戦えるようにマモルたちと共に後方支援を担った。その後、グレートロボカップ決勝戦まで勝ち上がり主人公と対決することになる。敗北した際は「どうしても追い抜けない」と不満な表情を見せたものの、マモルとの戦いに向けてひねくれた激励を送った。
つっけんどんとした性格だが、秘かにユリエに恋心を抱いておりその面でも（一方的に）主人公と対立する。
『V2』激闘編「決戦！バトルスクウェア」でユリエとのデート権を巡り、『V2』主人公やツルギとも主にユリエ関係でのライバルになる。
なお『V2』の時点で惚れていることをユリエ本人に気付かれており、そのことを公園で大々的に公言させられてしまった。
ユリエの趣味や好きな科目、ネットでのハンドルネームなどの彼女に関する知識を披露したり、『V2』主人公とユリエのデートにこっそり尾行するなど、その行動は段々とストーカーじみてきている。その一方『初代』主人公との関係についてはほとんど触れることはなかった。
『GX』ではさらに寡黙さが強調されるようになった。
オマージュ的なキャラクターとして『激闘!』にはラミュ・ネクサが登場している。
使用機体はシャイニングファイター型のソル（初代、V2） / ソルMk-II (GX) 。ガンは『初代』の物語初期は次々変更しているが、中期からはドラゴンガンを愛用するようになる。
フカシ
唯一全作品に登場しているキャラクター。血液型B型。『激闘!』時点での身長は161cm、体重は90kg。
好きな事は頂点で、苦手な事はなし。作中では専らギャグキャラ、トラブルメーカーとして扱われるが、サツキからは「上手じゃないけど頑張り屋」と評されている。「キング・オブ・コマンダー」を自称するが、バトルの腕前はイマイチ。態度は大きいが小心者、言うことは大きいが志は低い。専用のテーマ曲を持つ。
『初代』と『V2』以降では、少々雰囲気や言動が異なる。様々なカスタムロボ大会に乱入したり、敵組織に潜入する主人公たちに勝手について来たりするなど、様々な騒動を引き起こす。
『初代』では5つある大会の内4つで1回戦目に対戦し、主人公のライバルを自称する。一度は大会に向けた練習のために自分たちだけがホロセウムを使えるよう、公園を乗っ取った（この時、少年2人を子分のように従えている）。
ユリエがドレッドに拉致された際は救出メンバーの一人としてドレッドの基地へ乗り込み、アキラと共に行動する。しかし、ドレッドのメンバーたちに「誘拐した女の子を返せ」と馬鹿正直に言って回ったため追われる身となり、結果、多数の敵を主人公たちの前に引き寄せてしまうことになった。闇戦士との戦いではカリンの後ろに隠れてばかりで全然役に立たなかったという。
しかし、ドレッド壊滅の功績をかさにラムダ会長に頼み込み、グレート・ロボ・カップ本戦出場を果たす。ドレッドのアジトからくすねてきた秘密兵器（合法パーツのVレーザーガンであり、違法パーツではないためセーフ）を組み込んだカスタマイズで対抗するも主人公には及ばず敗北。その後、エンディングにてカトレア邸に乗り込み黒服とじいやを立て続けに破る実力を見せるが、直後大勢の黒服たちが現れカトレアにあしらわれる。
『V2』では「シーザー」を初めとしたサルを従え、イルカの「クレオパトラ」を（飼育員にバレずに）手懐けるなど、調教師のような素質を見せているが、動物とは仲良くなれる一方で人間の友達はできない（本人も自覚があるらしく『V2』にて「動物だけが友達なのだ」と自慢げに語っている）。
主人公たちとは別に、かつ先にゴライアスの基地にたどり着いたようだが案の定捕まっている。また、ジロウやトラジに有効だった精神コントロールを無効化するほどの強靭な精神力を持つことが判明した。
『GX』ではニカイドウの闇バトル会場に勝手に付いてきて登場し、捕らえられてナノ・マシンの注射を強制的に受ける。しかし自身の強靭な精神力により拒絶反応を起こし暴走。その途中主人公が囚われている部屋の扉を破壊し、結果的に主人公を助ける結果となった（なお、無自覚とはいえフカシが主人公の利益となる行為をした唯一のシーンである）。
暴走中は従来のテーマ曲をワンテンポ速めたものが流れている。
『BR』の旅立ち編では賞金首として名前が登場する他、スティルハーツ事務所の壁にお尋ね者として顔写真が載っている。激闘編ではコンピュータバトルに乱入してくる。
『激闘!』では「私立ポリスコマンダー」なる『V2』のユリエのマネ事のような活動を、オウムの「デカドン」を引き連れ行っている。
使用機体はファッティバイス型のドデカン（初代、V2、激闘!） / ドデカンターボ (GX) 。『BR』には愛機ドデカンが製造中止で存在しないため、似たような体型と性能を持つファンキービッグヘッド型のプレジャーヘッドで我慢することとなった。『激闘!』では、毎回汚れの状態が酷いため性能が落ちてしまっている。
ダイブ時のキメ台詞は「よっしゃあぁぁ、達人のバトルに恐れ入るがいいのだあぁぁっ！」。
カトレア / 円城寺カトレア
カスタムロボの大手製作会社ラムダ社の社長令嬢にして会長の孫。血液型AB型。『激闘!』時点での身長は167cm、体重は53kg。好きな事はスカイダイビングで、苦手なものは虫。ツインドリルヘアが特徴。一般人の少年に「たて巻きドリルなんてはじめてみたよ」と言われていた。プライドが高く努力する姿は決して人に見せない。
その立場に相応しい誇り高い性格と気品をかねそなえるが、基本的に他者を見下した言動を取っており、身分の低い者（一般人）および並の実力のコマンダーには興味も示さない。主人公と最初に会った時も「市民大会優勝者でもどうせ大したことがない」と言い、自分では戦わず護衛や執事にバトルを任せたほど。
しかし「ワタクシの見込んだコマンダー」と述べており、彼女なりに評価はしていた様子。SCトーナメント（東サイト）決勝戦にて主人公と初対決となり、優勝することで華々しいコマンダーデビューを飾ることを告げる。だが結果は敗北。その際は一瞬取り乱すが「運がよかっただけ」と敗北を認めようとしなかった。
以後は密かに主人公を強敵と認め、興味を強くする。そして再戦に向けた秘密特訓を続け、グレート・ロボ・カップ本戦・3回戦にて主人公と再戦。完全敗北を喫し、自分の負けを素直に認めた上で「このまま無敗を貫きなさい」と言葉を送り、チャンピオンになった主人公にいつか必ず勝ってみせることを誓い、胸を張って退場していった。『初代』でもとりわけ人間的に大きく成長を果たしたキャラクターである。
『激闘!』以前のカスタムロボシリーズでは珍しくフルネームが明らかとなっており、しかも苗字は漢字表記。時々、「園遊会」と称し、自分の屋敷の庭でカスタムロボの大会を開くことも。前述のように一般人は入場させていなかったが、初代のエンディングでは一般人向けにも開放しているシーンがある。
また『激闘!』では終盤に登場。成長し、ラムダ社会長の秘書を勤める。また初代主人公との付き合いも続いているらしく、すっかりホの字になっておりメールでやり取りを行っていた。現段階で『BR』を除く全ての作品に登場している。
使用機体はリトルスプリンター型の「ホロセウムの妖精」ベル、ストライクバニッシャー型の「ホロセウムのマドンナ」クナイ (GX) 、リトルスプリンター型の試作機「ホロセウムのようせい」カラット（激闘!）。愛用のガンはホーネットガン、『GX』ではホーネットバスター。ダイブ時のキメ台詞は「ホロセウムの妖精ベルの舞をとくとごらんあれ！」。
じいや
カトレアの執事をしている老人。本名不明で顔アイコンも無いが、フィールド上のモデルは固有のもの。執事らしく礼儀正しい性格。カトレアのことは「お嬢様」と呼び、ラムダ社会長は「大旦那様」と呼ぶ。カスタムロボ大会のシニア部門では上位の常連らしい。
『初代』では対戦することはあるものの、ほとんどカトレアの傍に立っているだけの登場しかしなかったが、『V2』激闘編「ロボ博士の課題パート1」でロボ博士が用意したバトルデータで主人公と対戦する。その際、博士に「遠いところに旅立ってしまった……」と言われており、亡くなられたと思われたが、後の「ケンゴのバトルフォート」に本人が登場し、単に休暇をもらい海外旅行をしていただけであることが明らかになる。
フィールド上で必ず斜め方向に歩き、方向転換の際に一瞬止まる、妙にカクカクした歩き方をする。
『初代』においてカトレアが大会に参戦した際、心配から変装してバトルを見守ることがあり、また主人公に対する偵察にも変装を用いている（口調で判断可能）。グレートロボカップ開催直前において一連の行動がカトレアにバレてしまい、以後は自重している模様。
使用ロボはファニーオールドマン型の頭源斎。
ジェイク
アメリカから来た黒人のコマンダー。男性ではあるが、セクシースタンナー（女性）型のジェーンを使用する。
「攻撃がワンパターン」など挑発的な発言が少なからず見られるものの言っていることは正確で、認めた相手を素直に称賛する潔さも持っている。
『初代』で登場した当初はカリンを口説いていた。『V2』の激闘編を最後にアメリカに帰国している。
SCトーナメント（西サイト）決勝戦とグレート・ロボ・カップの二回戦の相手を勤める。フレイムガンの使い手で、『初代』当時は「この国」では販売されていない希少品であった。
『激闘！』までの作品の時点で、主人公を除いた男性キャラクターの中で唯一女性型ロボを用いる人物である。
ロボキチ
登場時にヒーローもののような専用BGMが流れる神出鬼没の老人コマンダー。腰が曲がっており白髭を生やしているなど、それなりに高齢であるにもかかわらず、看板の上など高所に現れ、空中で前方一回転しながら飛び降り、難なく着地するほどの高い身体能力を持つ。エンディングにおいてはさらに空中前方三回転を決めている。
目的があるとはいえ子供にばかり勝負を（強引に）挑むため、一般人からはもっぱら変人扱いされている。
勝負を挑む際は必ず自作の、独特な仕掛けが施された一風変わったステージのデータを持ち込んでおり、ホロセウムのデータを書き換える。
その正体は、かつてドレッドに所属していた元科学者。詳細は不明だがシノノメと意見が対立し組織を去った模様。
使用機体はファニーオールドマン型の独眼爺、ミスティーミラージュ型のクロスボーン (GX) 。
ジロウ
マモルのライバルで、無名時代からの幼馴染でもある。何をやってもすぐ達人レベルまで上達する天才であったが、カスタムロボにおいてマモルに負けて以来、マモルに勝つことを目的に修行をしている。マモルと何度もグレート・ロボ・カップの決勝戦で競うが一度も勝てたことがないめ、「永遠のナンバー2」の異名を付けられてしまっている。
自称「メタルベアー命のレイフォール・バカ」であり、メタルベアーとレイフォールガンの組み合わせに固執している。実際、『初代』と『V2』の旅立ち編ではガンをレイフォールガン以外に変更することは無い。『V2』の終盤にてさいみんチップで操られている際も、違法パーツのミナモガン（改造元がレイフォールガン）を使用するほど。『V2』の激闘編でようやく修行のために他のガンも使用する。
第一作ではカリンを打ち破り叱咤したり、『V2』では主人公をタクマ塾に紹介したりと師匠のような役回りが多いが、「永遠のナンバー2」の名のせいでイマイチ締まらないことも。
さらに『GX』ではグレート・ロボ・カップ2回戦で主人公に破れ、「永遠のナンバー2」どころか「永遠のナンバー8」だとユウスケに悪気もなしに言われる始末。「ジロウ（二郎）」という名前がいかにも2位っぽいということから、別の名前に改名しようと考えたこともある。
『V2』激闘編ではゲンタやタイヘイ、ナナセらと共に主人公宅でホットケーキを食べるなど、自宅に屯する面子の一員となる。
『BR』ではコンピューターバトルで登場。『激闘!』には登場こそしていないが「生涯現役のジロウ」との異名をつけられ、名前だけならフカシに並んで皆勤キャラクターとなる。
使用機体はメタルグラップラー型のメタルベアー/ネオメタルベア (GX) /メタルベア（BR）。愛用のガンは上記の通りレイフォールガン。
ママ
主人公の母親。主人公にレイをプレゼントする。職業は医者で、ユリエの主治医をしている。ナルセ博士の研究データ管理の後任者でもある。助手にはホムラがいるが、実はユリエの体内にあるナノマシンを奪うために送り込まれた刺客だった。ホムラを見咎めるも抵抗されてケガをしてしまったが、後日には元気な姿を見せている。
名前は不明だがフィールドでの固有モデルが仕事服と私服の2パターンあり、それに伴い顔アイコンもそれぞれの服装に合わせて2パターン存在するなど秘かに優遇されている。
パパ
主人公の父親。いつも家で新聞を読んでいるため、序盤は何の職業に就いているか不明だったが、小説家であることが物語中盤で明らかになる（新聞を読んでいるのは本人曰く仕事の一環とのこと）。終盤に主人公のドレッド壊滅の話を小説にしようかと考えていた。カスタムロボについての知識は薄く、キューブの状態のロボをカスタムロボかどうか疑っていた。
顔アイコンはない。
アキラ
カリンの兄。カスタムロボやコマンダーに関する事柄を取り上げる『ロボティクス・マガジン』という雑誌の記者をしている男性。
コマンダーではないようだが自ら進んで闇バトル会場やドレッド基地に乗り込む凄まじい行動力と胆力、そして記者魂の持ち主。
仕事柄、サツキと一緒にいることが多い。サツキに片思い中だが終盤に両思いになったことが判明する。『V2』での登場はかなり後半で、特に役割は無い。
サツキ
第一作の主人公たちの住む街にあるロボステーションで働く女性。明朗な女性で、男の子からは「サツキお姉さん」、女の子からは「サツキお姉さま」と呼ばれ慕われている。『V2』では主人公宅のテレビで映されるニュース番組のキャスターもしていた。また『激闘!』に登場するトモカとは友達同士であるらしく、トモカの母親からサツキが結婚したらしいという噂話が聞ける。
キャップ
第一作の主人公たちの住む街にあるロボステーションの所長。「みんなにはキャップと呼ばれているよ」と自己紹介するが、本名は不明。フィールド上のモデルは固有のものだが顔アイコンはもっておらず、ストーリーにも絡んでこないため出番は少ない。『V2』にも一応登場する。
ケンちゃん
主人公やカリンたちの通う学校の下級生の少年で、カリンの大ファン。本名不明。
キャップと同様フィールドでは固有モデルを持つが、顔アイコンは無い。公園で練習中だった所をフカシに乗っ取られたり、違法パーツを付けた自律機動型ロボに自身のロボを壊されたりと中々災難な目に遭っている。
EDで主人公、ハヤオ、カリンが、誰がユリエと戦うか揉めている間に後から現れ、彼女の最初の対戦相手になる。
『V2』に彼らしき登場人物はいない。
ラムダ会長
カトレアの祖父でラムダ社のトップ。温厚な老人だが、カトレアが主人公に夢中であることを見抜き、それを孫娘の前で主人公に告げるなどお茶目な一面も。ストーリーにはあまり絡まないが、終盤では主人公たちがドレッド壊滅の立役者となったことでフカシの頼みを聞き、彼にグレート・ロボ・カップ本戦出場の権利を与えた。なお、カリンたちにも同じように権利を送ったが辞退された（理由はカリン曰く「（正規の条件を満たさず大した活躍もしていないのにフカシのように参加することが）恥ずかしい」）。
『激闘!』ではフルネームが「ラムダ・エンジョウジ」であることが判明する。
ナルセ博士
難病に冒された娘=ユリエを治療すべくナノマシンを開発した人物。つまりマモルの親でもある。
物語が開始した時点で既に故人であり、写真も無いため姿を見ることは無い。
治療途中で亡くなり、ナノマシンも未完成であったことから、継続的な通院が必要であった。その治療の担当医でありナノマシンの研究データの現管理者が、主人公の母親である。

### 『カスタムロボV2』
主人公
『V2』の主人公。横向きにかぶった片鍔の帽子がトレードマーク。『別冊コロコロコミック』に掲載されたこしたてつひろの漫画では「ハヤト」という名前が設定されている。物語の舞台となる町には最近引っ越してきたばかり。父親は単身赴任で不在。母親は優しいが、いまいちカスタムロボに理解が無くどうしてもロボを買ってもらえないため、懸賞を用いて自力でシャイニングファイター型のロボ、レイIIを入手し、コマンダーとなる。
1回のバトルでどんどん上達していく、カスタムロボの申し子であり、特にタクマ塾に特別入学した際はたった数日で塾卒業を認定する「Vコマンダー」の称号を手に入れてしまった。さらにはユリエからも「あたしが認める3人目のコマンダー（一人目は兄のマモル、二人目はおそらく『初代』主人公）」と認められている。
友人にも良きライバルにも恵まれるが、その友人とライバルたちは段々と家に居座るようになり、ユリエには半ば強引に交際させられ（専らアゴに使われる）、さらには女装までさせられたり（変装姿はかなりの美少女）と歴代主人公の中でも際立って悲惨な目に遭っている。愛機レイIIは『大乱闘スマッシュブラザーズDX』にもフィギュアとして登場した（フィギュア名は「レイMkII」表記）。
ゲンタ
主人公のパートナー役を努める少年。「うしゃしゃ」という笑い方と出っ歯が特徴。
カスタムロボを入手し、とりあえずロボステーションに来た主人公に出会い、バトルの仕方を教えたことをキッカケに友人となる。カスタムロボに関連した情報の収集力はかなりのもの。同じく友達のタイヘイからは「ゲンちゃん」と呼ばれる。主人公をダシにタクマ塾に入塾したことで大幅なパワーアップを果たし、さいみんチップで操られたコマンダーたちにも引けを取らないほどの実力者となった（ゲンタ自身「おれってこんなに強かったか？」と驚いている）。
天才コマンダーである主人公の師であることを誇りに思っており、彼のためならどのような苦労も厭わない。ストーリーが進むにつれ、主人公宅で朝食を食べたり居座ったりと厚かましくなっていく。
使用機体はリトルレイダー型のパロット。サンデーマッチ以降のダイブ時の決め台詞は「今こそバトルの何たるかを教えてやるぜ！」。
タイヘイ
ゲンタと同じく、主人公のパートナー役。学校では主人公と同じクラスらしい。肥満体格でよく服からお腹がはみ出す。
バトルの腕前はそれほどでもないが、アドバイスはゲンタも認める一級品。臆病な性格であり、恐ろしい所にも果敢に足を踏み入れようとするゲンタによく振り回されている。
ゲンタと同じく主人公宅で平然とオヤツや食事を採るようになっていく。主人公の母親が作る料理を非常に好んでおり、特にチョコチップクッキーがお気に入りの様子。納豆はひき割り納豆派で主人公宅の冷蔵庫から探し出すことも。
使用機体はファッティバイス型のヘプタン。
ロボ博士（プロフェッサー・クサマ）
コマンダー兼開発者の博士。主人公の町のロボステーションの所長でもある。モヒカンヘアと眼鏡、「ムハハ」という笑い方が特徴。
本名は「クサマ」だが、周囲の人からは「ロボ博士」と呼ばれている。本人も気に入っているのか、主人公に「ロボ博士」と呼ぶのを薦めてくる。本人の話によると、昔は宇宙開発用のロボットも操作していたという。
優れたコマンダーのデータを収集しており、特にカスタムロボを初めてから数戦で一気に上達した主人公に注目している。
使用機体はバーニングビースト型のホークマン。「ワシが使うのにホークとはこれいかに？」というギャグをバトル開始前に述べるが、激闘編に入るとさすがに何度も使いすぎたのを気にしてか「さすがにムカッとした？」や「もう聞きたくない？」などと聞いてくる。ダイブ時の決め台詞は「プロフェッサー・クサマの本気を見せてやろうぞ！…ムハッ！」。
ピータロウ
カスタムロボをつい最近始めたばかりのコマンダー。ロボ博士の息子であり、『GX』に登場するレディ・Pの弟。激闘編で登場。普通にゲームを進めているだけでは出会えない隠しキャラクター。会うためには、ある寄り道をする必要がある。
使用機体は作中最弱のロボであるヒヨコリーダー型のヒヨコロボ。父親に「カスタムロボを始めたい」と頼んだら「これで修行しろ」と渡されたらしい。『GX』ではゲーム本編には登場しないが、レディ・Pの話の中でヒヨコロボジェットという機体を使っているらしいことが明かされる。後の『激闘！』にて再登場し、相変わらずヒヨコロボを愛機としている。
タクマ
カスタムロボ専門の塾「タクマ塾」の創設者であり団体のリーダー。その実力はあのマモルにも匹敵すると言われているほど。普段は真面目で口数は多くなくムッツリとした雰囲気をしているが、カスタムロボに対する姿勢は真剣で熱い。ナナセにはただのパートナー以上の感情を持っているようだが、お互い恋愛に積極的な性格ではないためなかなか関係が進展しない。
激闘編終盤ではゲンタ・タイヘイ・ジロウらと主人公宅に屯する面子の一員となる。
『BR』には「タクマ大学」という名の大学の存在が劇中で語られるが、本人が登場することは無く、関連性も特に言及されない。
使用機体はワイルドソルジャー型のウィルソン(V2)、ライトニングスカイヤー型のパトリオット (GX) 。愛用のガンはドリルガン。
ナナセ
タクマ塾女幹部。非常にクールな性格。闇組織「ゴライアス」の総統・ロクドウの一人娘で次期総統候補でもあり、元々はタクマ塾へはスパイ活動などの目的で潜入していた。だが、傍にいる内に段々とタクマに惹かれ迷いが生まれる。劇中ではあまり触れられないが抜群のスタイルの持ち主。
ゴライアスに戻る際は、当初はゴライアスに連れ去られた人質を演じていたが、ロクドウが追い詰められたことで正体を明かし、違法型ロボ・メイジェルを手に旅立ち編のラストボスとして主人公の前に立ち塞がる。彼女の敗北を以ってゴライアスの野望は潰えることとなった。
観察眼に優れており、激闘編「カトレアの園遊会」では、女装した主人公を一目で見破るという一面を見せている。激闘編では一時タクマ塾を離れ、ジロウと同じく武者修行の放浪コマンダーとなっていたが、例に漏れず主人公宅に屯するようになる。
『GX』では塾に戻り、元のタクマ塾幹部として暮らしている。ゴライアス時代の名残か、ロボバトルをスポーツではなく命がけの戦いとして見ており、『GX』の主人公にその自説を説いてくる。
使用機体はセクシースタンナー型のアニー、違法型のメイジェル、エアリアルビューティー型のプルート(GX)。愛用のガンはスターダストガン。ダイブ時の決め台詞は「（ロボ名）、戦いの時よ！」。
トラジ
タクマ塾幹部。筋骨隆々とした体躯の持ち主でいかにも体育会系といった風貌。ヒンズースクワット愛好家であり、それを示すかのようにフィールド上のモデルは常にヒンズースクワットをしている他、「ヒンズースクワット同好会」なる集まりも開いている。『GX』では主人公もその同好会に誘われた。
性格は穏かで以外に細かな気遣いもできる。一向に進展しないタクマとナナセの仲に内心やきもきしており、『GX』では「早く結婚してほしい」と漏らしていた。
使用機体はメタルグラップラー型のタイガーロア(V2) / タイガーグレア (GX) 。愛用のガンはショットガン。ダイブするときは決め台詞として、四字熟語やことわざを叫んでから雄たけびを上げる。
ケンゴ
コマンダー3兄弟の長男。主人公たちの住む町一番のコマンダー。
強さを求めてタクマ塾に入門するが、短期間でタクマとしかまともに戦える相手が居ないほどまで上達してしまい、その後更なる力を求めてゴライアスに入団してしまう。しかし、その間違いに気づき退団しようとするも組織の機密を握っていたために捕らえられ、牢獄に幽閉されていた。タクマはケンゴが悪の組織に身を落としたことを言えなかったため、世間やケンゴの家族には訓練中の事故で亡くなったと伝えられていた。
『BR』ではコンピューターバトルで登場。ゴライアスでの経験から、主人公に真の強さとは何かを説く。
使用機体はストライクバニッシャー型のジャベリン。ダイブ時の決め台詞は「ホロセウムの貴公子、ジャベリンの切れ味を見よ！」。
ツルギ&ヤイバ
ケンゴの弟たちで双子。『V2』中盤ではゴライアスによって「ロボ・リジェネレータ」の実験台としてデュアル・ダイブで主人公と戦わせられ、敗れて大きな精神ダメージで倒れてしまう。しかし、この事件がキッカケで自分たちにデュアル・ダイブの才能があることに気付き、度々デュアル・ダイブで主人公とバトルをする。『GX』ではそれが顕著であり、常にデュアル・ダイブでバトルをしている。
デュアル・ダイブ時の使用機体はストライクバニッシャー型のランスとスピアを融合させた違法合体型のベイオネット(V2)、ストライクバニッシャー型のジャベリンMk-II(GX)。デュアル・ダイブ時のキメ台詞は「デュアル・ダイブ、ゴー！」。
ヤイバ
ゲンタ曰く「暴れん坊」。ケンゴの訃報を受けショックでダイブできなくなってしまった時期がある。後に力づくでダイブを成功させるが、初回時には力を制御しきれず暴走してしまう。以降は無事にコマンダーとして復帰するもブランク期間が長かったため、腕前は三兄弟の中でも一番下。
激闘編でツルギと同時に登場する際は暴走気味のツルギに対してツッコミを入れる立場になっている。
使用機体はストライクバニッシャー型のランス。ダイブ時の決め台詞は「我ら三兄弟の上に立つ事は許さん！」、敗北時の常套句は「このままじゃすまさんぜ！」。愛用のガンはアクセルガン、またウェーブボムもよく使う。
ツルギ
ゲンタ曰く「クールでおとなしい奴」。力を求めるべくタクマ塾に入門、その後ケンゴと同じ道を歩む。『V2』激闘編「決戦！バトルスクウェア」で主人公らとユリエとのデート権争奪戦を繰り広げて以来、ユリエへの恋心から主人公やハヤオをライバル視するようになる。その勢いは段々とエスカレートして行き、激闘編「ユリエのバトルフォート」ではユリエを眼前にして主人公相手に「自分は美男子で、勉強も運動も料理もできる」と語った。なお、料理はキムチ鍋を研究中とのこと。
激闘編「カトレアの園遊会」では、主人公がユリエとフタバによって女装させられた姿で自宅に入る様子を目撃し、そのことで主人公をバトル場へ連れ込み、自宅へ入っていった女の子（女装した主人公）について「ユリエと二股かける気か」と激しく問い詰め、その女の子については「結構可愛かったぞ！」と発言したこともある（それが主人公の女装姿とは把握していない）。
使用機体はストライクバニッシャー型のスピア。ダイブ時の決め台詞は「いでよ、スピア！」。愛用のガンはニードルガン、またスローイングポッドDもよく使う。
フタバ
『V2』主人公の妹。ピンク色の髪と「でしゅ」「ましゅ」という語尾が特徴。
少しませた幼稚園児で、他キャラクターに鋭いツッコミを入れることも。しかし、狙いなのか素なのか自分である大ボケをかました時には滑ってしまいスルーされる。激闘編にて、ユリエの弟子として念願のコマンダーデビューを果たす。兄同様、短期間で一気に上達した天才児。
激闘編「リヒトのちょうせん」にて、偽主人公の正体が分からない時、主人公が「自分に双子の兄弟がいないか」と母に聞いたことを妹の自分が不満なのかと怒ったこともあった。『激闘!』時代にはポプラとメル友をしているらしい。
使用機体はリトルスプリンター型のパーミル。ダイブ時の決め台詞は「フーちゃん○○（出撃、爆撃など）しまーしゅ！」。
シーザー
フカシが連れている腰巾着のサル。性別はオス。フカシにカスタムロボを教えてもらい以後サルでありながらコマンダーとして活躍する。ただし、体質の問題で時折ダイブ酔いしてしまう。
台詞は「キーキー」といったサルの鳴き声の後にカッコ入りで表記され、フカシや主人公とは意思疎通が可能である。激闘編「おサルのやかた」にて他の猿軍団を集めてフカシに反抗したこともあった。
使用機体はバーニングビースト型のゴリオン。ダイブ時の決め台詞は「キシャー！（野生の血が騒ぐぜ！）」。仲間のサルもバトルをするが、使用ロボはいずれも主人公などの、他のコマンダーからこっそりコピーしたもの。仲間のサルたちとフカシに反抗した時には全員ジャイアントパーツを使用していた。
クレオパトラ
シーザーと同じくフカシの弟子のイルカ。性別はメス。水族館「マリンパーク」に住んでおり、そこで行われたカスタムロボ大会「マリンパーク・フェスティバル」にフカシとともに乱入。主人公と対戦する。
イルカであることに誇りを持っており、主人公に敗北したことをフカシに咎められ「所詮、進化の袋小路に追い込まれた生き物」と貶されたときには嘆き怒りフカシをお手玉した。シーザー同様、台詞は「キューキュー」といったイルカの鳴き声の後にカッコ入りで表記される。
なお、同じ水族館のアシカやカメともカスタムロボで戦っているらしいが、今ひとつルールを分かっていないようである。
使用ロボはバーニングビースト型のドルフィー。イルカであるだけにバブルガン、サブマリンボム、ドルフィンポッドと、海に関係する名前を持つパーツを使用する。ダイブ時の決め台詞は「キュルルー！（あまねく海の精霊よ、私に力を貸して！）」。
偽主人公
主人公と瓜二つの姿をした少年。その正体はロボ博士が造り出した自律型のホログラム。当初は主人公の練習相手にする目的で創り出されたのだが、やがて自我が生まれロボ博士のもとを脱走してしまう。激闘編のラストボスとして「近距離」、「中距離」、「遠距離」の三つのカスタマイズをしたレイIIダークで主人公に勝負を挑む。
主人公の戦闘に関する部分を元に造られたため、主人公とは打って変わって乱暴で傲慢な性格。ホログラム故に姿を自在に変えることができ、コンピュータにハッキングを掛ける他、自分を複数体同時に出現させるなど物語が進むにつれ高度な技術も習得する。
『激闘!』にも偽主人公が登場し、『V2』の偽主人公と同一人物であるかは明言されず口調も異なるが、『V2』での事象に関連めいた台詞を述べる。『V2』での彼の名は主人公の名前に濁音が入る形で決まる（どの文字にも濁音が入れられない名前の場合は、名前が後ろから逆に呼んだものになる）。
使用機体は違法型のレイIIダーク。なお、このロボは所謂悪の組織が作ったものではなく、ロボ博士の製作品である。

### 『カスタムロボGX』
主人公
『GX』の主人公。青くやや長めの髪が特徴。単身赴任中の父親からシャイニングファイター型のX-レイを贈られ、カスタムロボを始めることとなる。
中盤においてニカイドウ・グループにX-レイを奪われてしまうが、X-レイを元にニカイドウ・グループが造ったライトニングスカイヤー型のレイスカイヤーを奪取。その後レイスカイヤーは一旦ポリス隊にX-レイと交換で回収されるが、後にレイスカイヤーも戻ってくる。終盤ではポリス隊がレイスカイヤーを軍事用に改造した機体「A・I・R・S」を一時的に使用することになる。
ヒトミ曰く、運動神経抜群で頭がよくてかっこよくて清潔であるとのこと。さらに、喋らない主人公をスタイルとしているカスタムロボの中ではっきりと無口だと周りに言われている。
ユウスケ
主人公のクラスメイトで親友。『GX』のパートナー役の一人。やや色黒の肌と束ねた長い髪をした少年で、イメージに違わず非常に活発。
『GX』で主人公の代わりに喋る役割を与えられているため、出番も台詞も非常に多い。やや口は悪いが心根は優しく熱く、主人公とヒトミを引っ張っていく立場にある。その行動力・決断力をニカイドウにも「それは“勇気”だ」と評価され、主人公と共に組織に勧誘される。
影でこっそり努力し、グレートロボカップの推薦枠を手に入れるということから実力も相当にある。なおゲーム本編序盤、ユウスケとともにロボステーションに向かう場面で主人公がわざと自宅に戻ると律儀に何度もツッコミをいれてくれる。大の風呂嫌いで、一週間に2回しか入らない。
愛機はシャイニングファイター型のフォトン。
ヒトミ
主人公やユウスケの1つ下の後輩の少女。『GX』のパートナー役の一人。主人公を「先輩」と呼び明るく慕ってくる。ユウスケとは逆に大のお風呂好きで1日に2回入ることもあるという。やや間延びした喋りで天然ボケのような印象を受けるが、主人公が「いつ風呂に入ったか」と聞かれ「2年前」と答えるとしっかりツッコミをいれてくる。また時々言い間違いをするユウスケにも鋭くツッコミをいれることがあるが、その度にポカリと殴られてしまう（効果音付き）。
愛機はエアリアルビューティー型のルナ。
ヒコマロ
主人公らの同級生で、叔父にラムダ社社長（会長ではない）を持つお金持ち。典型的なお坊ちゃまキャラで、その立場や財力を鼻にかけ、さらにその伝手で入手する最新型のロボやパーツを自慢し嫌がられている。しかし本当は小心者なようで、コウシロウにロボを壊されたときには怯えきっていた（コウシロウがあまりにもおっかないのもあるが）。主人公に敗北したあと、いとこであるカトレアに泣きつくも「円条寺家に敵討ちなどにあわない」とたしなめられていた。
愛機はミスティミラージュ型のマサカド。
マユズミ
主人公らの同級生。控えめな性格の少年だがカスタムロボの腕は立ち、昨年度のグレートロボカップでコウシロウと優勝を争った。しかし心臓病を患っており、試合中その発作が起きて、途中棄権する形で敗北した。コウシロウはそれで優勝したのが気に食わないらしく、マユズミになにかと因縁をつける。フルネームはマユズミ・ユウキ。数年前に謎の失踪を遂げた姉を独自に探している。
愛機はライトニングスカイヤー型のスティングレイ。
タケヒロ
主人公らの同級生。緑色の髪と眼鏡が特徴。塾で忙しいために、母親からカスタムロボを止められているが、カスタムロボが好きでしかたなく、母親に内緒でカスタムロボをやっている。ばれたこともあるが、そのときは何とか誤魔化していたらしい。ユウスケによると、バトルの知識は豊富とのこと。激闘編では変装して登場することもある。
愛機はストライクバニッシャー型のジャベリンMk-II。
シンサク
主人公らの同級生。坊主頭が特徴。家が非常に貧しく、さらに弟・妹達がたくさんいるため、大会の優勝賞金による収入で生活をしている。
愛機は、ロボを買うお金が無いために自宅の近くにあるスクラップ工場から手に入れたガラクタから自力で作り出したガラポン。シンサクにカスタムロボの製作知識があるわけではないため、ヒヨコロボ同様、最弱の性能のロボである。
なお、トラジが設立した「ヒンズースクワット同好会」に入会していることが、トラジの発言で判明する。
コウシロウ
『GX』における旅立ち編のラストボス。
凶悪な風貌をした青年。『GX』の時点でのグレートロボカップチャンピオンで、マモルとジロウの無名時代からの幼馴染。
2年連続でチャンピオンの座についている実力者。しかし、その性格は乱暴で陰湿。ロボステーションで活躍しているコマンダーに半ば無理矢理勝負をしかけては、徹底的に叩きのめすなどの行為を働く。ヒコマロも彼の気に障ったらしく、無理矢理勝負を挑まれた挙句、ロボを壊されてしまった。彼がそのような性格になってしまったのは、事故で父親を亡くし、病気の母親のために働いてとても苦労したという経験が基になっているらしい。
チャンピオンになっても大金がもらえるわけではなく、また困った時も誰も助けてくれなかった。そういった過去から「自分がこんな思いをするのは弱いからだ」「立派なチャンピオンになっても弱ければ誰も見向きもしてくれない」と考えるようになり、異常なほどに「強さ」に固執するようになった。他者を蹴落とし勝ち続けることで己の「強さ」を高めようとする。
主人公のことは「親にロボを買ってもらって何不自由なくのうのうと生きている」ということから一番嫌いな人間だと告げている。しかしニカイドウとの最終決戦では救援に駆けつけ、ナノマシンが組み込まれたコマンダー増強剤によって3倍の力を得たニカイドウを容易く一蹴。「こんなものか」とコメントした。コウシロウの弁によれば主人公たちを助けたつもりはなく、ただグレートロボカップの決勝戦に横槍を入れられたのが気に喰わなかったからとのこと。しかし、ニカイドウの切り札である「ダークキメラ」には及ばず一瞬で敗北した。
その後、グレートロボカップ決勝戦で主人公と激突し、激闘の末に敗北。自分の中で一旦区切りをつけ、カスタムロボをやめて町を出ることを決意する。以後は主人公たちに笑顔を見せるなどいくらか穏やかな人格となり、主人公に対して「間違った考えを正してくれる友人を大事にしろ。大人になるとそういう友人はできなくなる」「お前は俺みたいに間違った道は歩むな」とアドバイスをして去っていった。
「ニカイドウにも自分を正してくれる友人がいなかったのかもしれない」と述べており、自分と重ね合わせて見ていた。
愛機はミスティミラージュ型のデッドフェイス。愛用のガンはクロスシザース。
カーン
日本に遠征にやってきたヨーロッパのカスタムロボチャンピオン。かつて海外遠征していたマモルと対戦したことがきっかけでカスタムロボに傾倒するようになったという。まだ日本語に馴れていないらしく言葉の端々にカタコトが混じる。最初は日本のコマンダーはレベルが下がった、などといっていたが、根は紳士的な性格で徐々に主人公らを認めていく。終盤でガイオウに襲われた主人公たちを助ける。
愛機はストライクバニッシャー型のファルシオン。
リョウ
マカノシティのロボステーションの大会に出没する謎のコマンダー。超全的な雰囲気をした長身の男。
カンザキ
マカノシティのロボステーションの大会に出没するコマンダー。少々ガラが悪い。ロバート、アカネらと同じくニカイドウ・グループが開いている闇バトルにも参加しており、ニカイドウの開発したナノマシンを投与し能力を高めている。主人公たちに聞かれた時は闇バトルのことを否定していたが、ポリス隊に捕まるとあっさりと白状する。しかし、闇バトルの参加者というだけで、ニカイドウ・グループとは直接の関係は無かった。
愛機は表のバトルではシャイニングファイター型のソルMk-II、闇バトルではシャイニングファイター型をベースにした違法型のダークサム。
ロバート
マカノシティのロボステーションの大会に出没するコマンダー。カンザキ、アカネらと同じく闇バトル参加者でナノマシン投与を受けている。海軍の将校であり、主人公の実力を気に入って海軍への入隊を勧めたこともある（この時は断っても承諾しても冗談ですませるが、「将来は考えるように」と言うなど、本気で欲しいと思っている模様）。
愛機は表のバトルではメタルグラップラー型のアイアンレオ、闇バトルではメタルグラップラー型をベースにした違法型のデビルレックス。
アカネ
マカノシティのロボステーションの大会に出没する女性コマンダー。カンザキ、ロバートらと同じく闇バトル参加者でナノマシン投与を受けている。厚化粧であり、ユウスケ曰く「化粧臭い」。主人公のことを気に入っているらしい。
愛機は表のバトルではエアリアルビューティー型のプルート、闇バトルではエアリアルビューティー型をベースにした違法型のメシエ。
サムエル
マカノシティのロボステーションの大会に出没するコマンダー。闇バトルの参加者でもある。カンザキ以上にガラが悪い痩身の男で特に子供が嫌い。「お子様はかえりな」と主人公を強く見下している。
愛機はミスティミラージュ型のヨシツネ。
レディ・P
「激闘編」から登場するカスタムロボ研究家の女性。マモルの紹介で激闘編で主人公のサポートをすることになる。その際、マモルのことを「マモっち」と呼び、「やめてください」と拒否された。
モヒカンヘアで、ピンクと黄色に染めているため(地毛の可能性もあるが)見た目は非常に派手。性格は気風のいい姐御肌。なお、レディ・Pの『P』は『プロフェッサー』のPらしい（本人談）。
実は『V2』に登場したロボ博士の娘でピータロウの姉であり、ある行動を行うことで自ら語ってくれる。
エイジ
「激闘編」において、ある行動を行うことで対戦相手として登場する少年コマンダー。逆立った金髪に青いバイザーが特徴。
父親がポリス隊の警視総監であり、軍用ロボ「A.I.R.S」のデータ収集用のテストコマンダー。プライドが高く他人を見下す傾向がある。
「旅立ち編」の終盤においてニカイドウの操る軍用ロボ「ダークキメラ」を「A.I.R.S」で倒したという話を聞き、自分の方がうまく操れると勝負を挑んでくる。
主人公に倒されるとその事実を認められず絶叫、その後再戦を誓う。

### 『激闘!カスタムロボ』
主人公
『激闘!』主人公。赤い頭髪をした少年。父親の仕事の都合により引っ越してきたばかりで、ミッドハート学園へ転校した。
ロボメーカーに勤める研究者である父親から、誕生日プレゼントとしてレイMkIIを寄贈されコマンダーとなる。転校初日、クラブの「チームNO.1」と「R1 グラップル」のメンバーが言い争いをしている現場に遭遇。弱小のため廃部を強いられたサキとトオルを救うべく、主人公はチームNO.1へ加入。ロボバトルの中ですさまじい才能を開花させていき、校内トーナメントでイスルギを破るという活躍を見せる。物語中盤にてヒメムラを介してレイMkIIの代わりにレイMkIIIを入手する。
公式サイトの設定によれば「すごい才能を秘めている」とのこと。だがその才能ゆえにグレイバムに目を付けられ、凶悪なカスタムロボ・ハドロンのデータ収集に利用されてしまう。
旅立ち編の終盤ではテロ組織グレイバムを相手に大立ち回りを演じ、並み居る幹部たちを撃破。ついにはボスまで打ち倒すが、切り札であるハドロンには主人公の戦闘データがインプットされており、これに及ばず敗北。戦闘不能になってしまう。しかし、サキが駆けつけた仲間たちの精神エネルギーを集め、主人公に渡したことで復活。仲間たちの想いを背負った主人公はハドロンを破壊し、グレイバムの野望を打ち砕いた。
主人公の家族は「イズミ」というファミリーネームが設定されているため、主人公のフルネームは「（名前）・イズミ」となる。
姉と比べても明らかに歳が離れており、家族から非常に可愛がられている。
サキ・ユキムロ
チームNo.1の部長。血液型O型。身長は163cm、体重は51kg。好きな事は部員の特訓で、苦手な事は古典の授業。主人公がチームNo.1に入部してからは主人公のセコンドとして活躍する。父がカスタムロボに殺害された事件を契機にダイブができなくなってしまっている。
立て続けのダイブで疲労した精神力を回復させる特殊な力を有す。ただしこの行為は危険も伴う。
事件のショックで精神エネルギーが巨大かつ不安定な状態となっており、ダイブができない理由にして特殊能力の源でもある。旅立ち編の終盤ではこれをハドロンの動力として利用されてしまうが、その際に過剰なエネルギーを吸い取られ、ハドロンに操られた際にダイブの感覚も取り戻したことで事件解決後はコマンダーとして復帰を果たし、瞬く間に兄に引けを取らない実力を身につけた。
コマンダー復帰後の使用機体はレイ。激闘編の最後の相手として主人公とバトルを繰り広げる。
トオル・フジモト
チームNO.1の部員。血液型A型。身長は172cm、体重は57kg。好きな女性のタイプは年上の女性で、苦手な事はロボバトル。おっとりした控えめな性格の眼鏡少年。頼りにされると燃える面がある。
また、主人公が活躍しだすと「ボクもヒーローもののメガネ君（脇役）くらいにはなれるかも!!」と妙な理由で燃えるが、その割にメガネと呼ばれることには抵抗がある。
使用機体はトリックフライヤー型のマンティスヘッド。
セイイチ・イズミ
主人公の父親。血液型A型。身長は178cm、体重は67kg。好きな事は読書で、苦手な事は楽器の演奏。ネオブレインで働いている。イズミ家は父と娘が眼鏡着用、息子（主人公）と母は裸眼ときっちり別れている。家族思いのよいパパ。
アイ・イズミ
主人公の母親。血液型B型。身長は165cm、体重は54kg。好きな事は料理と植物の世話で、苦手な事は車の運転。食事の時に席を間違えるとやや強い口調で指摘する。始めの頃はカスタムロボのことで主人公の身をとても心配していた。
カスタムロボに対する知識は疎く、『V2』の母親に似たり寄ったりな立場。
タマホ・イズミ
主人公の姉。血液型B型。身長は164cm、体重は52kg。好きな事はカエルグッズの収集で、苦手な事はカロリー計算。父・セイイチと共にネオブレインで働く社会人。
使用機体はエアリアルビューティー型のコメット。
タクミ・ノト
主人公のクラスの担任。血液型A型。身長は176cm、体重は90kg。好きな事は子供の世話で、苦手な事は無重力状態。3人の子供がいる。肥満体型で『V2』のタイヘイのようによく腹が服からはみ出る。
使用機体はファッティバイス型のボラン。
イスルギ・バン
チームR1グラップルの部長。血液型O型。身長は176cm、体重は80kg。好きな事は大食い大会で、苦手な事は数学、物理、化学。チームNO.1と対立するうちはやや乱暴者だったが、主人公と対決し敗れて以降は良き友となる。
使用機体はメタルグラップラー型のロックハウンド。ダイブ時のキメ台詞は「ぬう〜〜…けんこんいってき！ハナ！トゥル！セッ！ハァッ！」。
トモカ・シンタニ
ロボステのスタッフ。ロボステの影のドンコマンダー。血液型O型。身長は165cm、体重は53kg。好きな事は海底サイクリングで、苦手な事は日焼け。トオルを始め多くのコマンダーが好意を持つようだが、実は結構ちゃらけた性格。
使用機体はリトルスプリンター型のリトルチック。
ユウジ・ヤマノ
自称ロボステ1のイケメンコマンダー。血液型A型。身長は177cm、体重は66kg。好きな事は腕時計収集で、苦手な事は悲しいドラマや映画。
使用機体はトリックフライヤー型のオラクルヘッド。
ヒナゲシ・ヤマノウエ
フォレスター学園の生徒。血液型O型。身長は166cm、体重は51kg。好きな事はパンを焼く事で、苦手な事はしつこい男性。オテンバな妹がおり、髪型に似合わずしっかりとした性格。バトル前の行動にもそれが表れている。ソウルブーストを使うが、主人公たちと違い自力で会得している。
使用機体はエアリアルビューティー型のミランダ。愛用のガンはスコーピオンガン。
ポプラ・ヤマノウエ
ヒナゲシの妹。血液型O型。身長は133cm、体重は36kg。好きな事はコーヒーを飲む事で、苦手な事はじっとしている事。お嬢様系の姉とは対照的に直情径行のオテンバ娘で、姉の敵討ちと称して突然主人公の前に現れ勝負を挑む。
さらに、グレートロボカップ会場へ向かう船に密航したり、会場のある島でサバイバルを始めたフカシのテントを占拠したりと、その行動力は凄まじい。
コーヒーを飲むことが好き。ただし、砂糖やミルクは沢山入れる。大会では四位の成績を残し、警備ロボを撃退した実績からみてもバトルの実力は決して低くない。
使用機体はリトルスプリンター型のナノ。ダイブ時のキメ台詞は「せーばいいたす！」（成敗致す）。
ジンパチ・ミブ
ベイサイド学園の3人組「ビッグバンガイズ」の自称リーダー。血液型O型。身長は168cm、体重は57kg。好きな事はプラモ作りで、苦手な事は歯医者。サキとは幼馴染。カトレアにコキ使われることも。
終盤でソウルブーストを体得するが、自力なのか教わったのかは不明。ツンデレのようなきらいがある。
シャイニングファイター型の使用機体はアポロン。ダイブ時のキメ台詞は「ジンパチ様のバトルはちょっと荒っぽいぜ！」愛用のガンはフレアキャノンガン。
ヒュウ・ロイド
ベイサイド学園の3人組「ビッグバンガイズ」のもう一人の自称リーダー。血液型A型。身長は176cm、体重は63kg。好きな事は鏡を見る事で、苦手な事は手が荒れる事。キザでクールな性格。
使用機体はストライクバニッシャー型のジャベリン。愛用のガンはグライダーガン。ダイブ時のキメ台詞は「ワタシを楽しませてくださいよ！」。
レニィ・カタギリ
ベイサイド学園の3人組「ビッグバンガイズ」のメンバー。リーダーに興味は無い模様。顔にソバカスがある。血液型B型。身長は165cm、体重は57kg。好きな事は寝る事で、苦手な事はロボバトルの練習。ジンパチ曰く「気の抜けたコーラのような奴」。
適当にバトルをしても勝ててしまうような天才肌のコマンダーだがよく昼寝をしている。それ故に大会で不戦敗することも。
主人公に負けたことに感化され物語中盤では言動に変化があったが、結局昼寝癖は変わっていない。
使用機体はバーニングビースト型のレオン。愛用のガンはメガバーストガン。ダイブ時のキメ台詞は「軽〜く叩きのめしちゃおうかな」。
ショーン・フレイザー
ハリウッドスター。血液型B型。身長は186cm、体重は74kg。好きな事はホロ・クライミングで、苦手な事は海上での撮影。ソウルブーストの使い手。フカシに似てやや身勝手な性格。
使用機体はバーニングビースト型のウルフェン。愛用のガンはショット・マグナムガンと近距離系がメイン。ダイブ時のキメ台詞は「うなれ！ハリウッドボンバー！」。
デカドン
しゃべるオウムで今作のフカシのペット。身長は58cm、体重は9kg。好きな事は神社めぐりで、苦手な事はカラス。ドデカン（フカシと違い綺麗な状態）を使ってロボバトルもする。激闘編では独立している。
ハジメ・ユキムロ
サキの兄であり前回大会のチャンピオン。血液型AB型。身長は183cm、体重は75kg。好きな事は合気道で、苦手な事は歌を歌う事。サキを危険にあわせたくない気持ちが強く、そのためしばしば衝突する。心のどこかでは主人公たちを「子供」と見ており、それ故に自分本位に行動してしまうところがあった。だが事件解決後は、主人公を対等の男と見てロボバトルを挑む。激闘編ラストバトルの前哨戦として戦うこととなる。
使用機体はライトニングスカイヤー型のミストラル。愛用のガンはサジタリウスガン。
エルザ・ベルモンド
金のために戦うグラマラスな体型の美女コマンダー。賞金は孤児院の子供たちのために稼いでいる。血液型A型。好きな事はお金で、苦手な事はヒラヒラした服。身長は177cm、体重は63kg。
使用機体はセクシースタンナー型のアンヌ。愛用のガンはドラゴンガン。ダイブ時のキメ台詞は「子どものお遊びじゃないよ！」。
リュウ・イブキ
ポリス隊隊員。血液型A型。身長は173cm、体重は67kg。好きな事はバンド活動で、苦手な事は犯罪者とのバトル。実力は微妙で弱気で情けない性格だが正義感はとても強い。タマホの同級生で、台詞の一部から彼女に恋愛感情を抱いていることがうかがえる。
使用機体はワイルドソルジャー型のクリムト。
ミチル・ハヤサカ
ポリス隊隊員。血液型O型。身長は170cm、体重は55kg。好きな事は古代史の読書で、苦手なものはネコ。男勝りな性格の女性でイブキの上司。ムソウの元で修行した影響で筆で字を書く。達筆との噂。
使用機体はセクシースタンナー型のエイミー。
コウ・ロンワン
ムソウの弟子。血液型O型。身長は157cm、体重は47kg。好きな事はジオラマ収集で、苦手なものはおふくろ。ジオラマ集めが趣味。
使用機体はリトルレイダー型のピピット。
イ・テウ
ムソウの弟子。血液型O型。身長は188cm、体重は77kg。好きな事は書道とダーツで、苦手な事は騒がしい女性。海や行き止まりや狭い場所が好き。
使用機体はワイルドソルジャー型のカーライル。
ムソウ・コクシ
ポリス隊元署長。血液型AB型。身長は180cm、体重は76kg。実はグルメ。苦手な事は人ごみ。現在は山に篭っているが、彼のもとにはソウルブーストの教えを乞いによく修行者が訪れる。
使用機体はファニーオールドマン型の髭若丸。激闘編以後、主人公がレイスカイヤーを入手している場合には軍用型のA.I.R.Sに変わる。
リュウセイ・ヒメムラ
ネオブレイン社長。血液型AB型。身長は176cm、体重は73kg。好きな事はビリヤードで、苦手な事はお金にならない事。純粋なカスタムロボへの思いをグレイバムに利用される。
外資系を思わせる会社で、このゲームでは珍しく社名（自身が創設した団体）に自分の名前を入れていない。
ラムダ・エンジョウジ
ラムダ社社長。血液型A型。身長は178cm、体重は69kg。好きな事はカードゲームで、苦手な事はコンピューターゲーム。
ディンゴ
ロボを使った犯罪組織のボス。血液型O型。身長は183cm、体重は75kg。好きな事は貯金する事で、苦手なものはゴーヤのイボ。『激闘!』のキャラクターで唯一フルネームが明らかになっていない。
用心深い性格に加え足が速く、中々捕まらずにいた。その足の速さは「下半身がサイボーグ」と噂されるほど。左腕「ウーノ」、右腕「サーノ」など複数の部下を持つ。
違法パーツを使ったバトルを2度行い、敗北して強烈な精神ダメージを受けても、なお逃げ回れるほどのタフネスを持つ。最終的には逮捕されるが、最後にロボバトルの楽しさを体感した模様。
使用機体はライトニングスカイヤー型のテンペスト。ダイブ時のキメ台詞は「オレ様の○○（一度目がパワー、二度目がスピード、三度目がテクニック）を見ろ！」。
ユウマ・シドウ博士
ネオブレインの研究員。血液型O型。身長は181cm、体重は70kg。故人。好きな事は研究で、苦手な事は写真を撮られる事。
ドッペルゲンガー
激闘編で主人公がであう主人公そっくりな少年。何かの実験で作られたらしい。『V2』の偽主人公との関連も不明。
使用機体は自分でダイブして使う違法型のレイIIダークと、自律機動型ロボとして所持している違法型のメイジェル。

### 闇組織ドレッド
カスタムロボを悪用する秘密結社。『初代』『V2（激闘編のみ）』に登場。ユリエの体内にあったナノマシンを悪用して世界征服を狙っていた。資金源は闇バトルの掛け金。『初代』の終盤でメンバー全員が逮捕されるが、その後、脱獄したことが『V2』で判明。『V2』以降は犯罪組織との対決が旅立ち編のラストバトルになっているが、唯一ドレッドだけは例外となっている。組織として一枚岩とは言えず、『V2』においては「メンバー同士の結束が脆かった」ことが敗因として挙げられている。またロボキチからは「（違法）パーツの性能に頼り切っている」ことから『初代』グレートロボカップ本戦出場者の方が手強いと言われた。
下っ端は黒い服装にサングラスで目元を隠しているのが特徴。
シノノメ
ドレッドの総帥。世界征服のためにロボ技術によって、様々な悪事やテロ行為を働く科学者。四天王と違い異名は持たない。ロボキチと何かしら接点があったようだが、詳細は明らかにされていない。
『初代』にて主人公と二度対決。最終戦の際は「真の闇を見せようぞ」と豪語するも、主人公がには及ばず敗北。表の世界で育った主人公の強さに驚愕した後、反動により倒れたところで警備隊が駆けつけ、潔く逮捕された。『V2』では脱獄後、散り散りになった仲間を集めて組織を再建。メンバーたちが研究所のデータを奪おうとするがロックの解除に手間取っている間に駆けつけた主人公によって阻まれる。さらにはアジトに乗り込んだ主人公とのバトルに破れ、組織完全復活の野望が潰えてしまった。アジトでの戦いで負けた後は主人公に違法パーツが転送されるように調整してくれる。
使用機体はワイルドソルジャー型のゾラ。愛用のガンはVレーザーガンの違法であるシノノメガン。『初代』で二連戦することになるが、二戦目は非常に手強くなっている。
続編『V2』にも激闘編のアジトから登場する。
スバル
ドレッド四天王のひとりで、闇戦士のエリートと呼ばれている。通称「伝説のカマイタチ」。当初はホムラの甥ということで主人公に紹介されるが、本当に血縁関係があるのは不明。ドレッドの面子の中では年少なようで、体格もやや小柄だが四天王のリーダー格。子供ながら態度は大きく、ドレッドの下っ端の中には少し嫌がっている者もいるが、実力は認められている。ドレッドに所属しているのは飽くまで「危険で熱いバトルを楽しみたい」だけであり、組織には一切忠誠を誓っていない。主人公に対し「ドレッドに忠誠を誓うヤツなんてバカさ」と告げているが、シノノメのことは「ミスターシノノメ」と呼んでいる。四天王の中では最後に戦うことになるが、その際も「遊び」としか考えていなかった。ユリエを助けるために本気で立ち向かって来る主人公に敗北。「闇戦士のエリート」と呼ばれた自分が負けたことに驚愕して気絶した。続編『V2』にも登場する。
使用機体はシャイニングファイター型のディム。愛用のガンはホーネットガンの違法であるスバルガン。ダイブ時の決め台詞は「ゲームを楽しもうじゃないか！」「たっぷり遊んであげるよ！」。
ホムラ
マッドサイエンティスト。ドレッド四天王のひとりで通称「異端の闇軍師」。『初代』では始め主人公の母の助手として登場。穏かな人物を演じている。しかし、物語後半でユリエの治療に使われているナノマシンの情報などを得るためのスパイ活動であったことを明らかにし、主人公たちに牙を剥く。逃走の際は主人公の母親にケガを負わせている。後に本拠地にて「常にバージョンアップを繰り返した」という自立起動型ロボ・オラクルヘッドで挑むも主人公に敗北。自分の理解を超えた実力を見せるその強さに激情を抱き、戦意を喪失した。
『V2』ではドレッド崩壊後ゴライアスの手引きで脱獄し、研究に手を貸している。研究者という立場から、「性に合わない」と称してバトルする際は自分自身ではダイブせずに、自らプログラムした自律機動型ロボを使用する。だが実際はダイブをすると体調が悪くなる「ダイブ酔い」をしやすい体質だからというのが真相。
『V2』では、前作での恨みもあるユリエに散々罵られ激昂し（特に「陰気メガネ」という発言に反応していた）、ダイブ酔いを覚悟で自らダイブし主人公に挑むもあっさり敗北してのびてしまう。そのため『V2』激闘編ではダイブ酔いを防ぐ薬を持っていることが多いが、泥棒して手に入れてきた物が多く、シーザー用の酔い止めを飲んだこともあった。『V2』激闘編終盤では、ドレッドの幹部とゴライアスの科学者を両立しているのでどちらに居た方がいいかと悩んでいた様子。ここでもダイブして戦うが、バトルに負けると「僕はダイブしない方がカッコいいのか」と落ち込む。
使用機体は自律機動型を使う場合はオラクルヘッド、自らダイブする場合はスティンガーヘッドと共にトリックフライヤー型。愛用のガンはドラゴンガンの違法であるホムラガン。戦闘時の決め台詞は「ムーブオン！（ロボ名）！」。
ミナモ
ドレッド四天王の紅一点。通称「妖艶の女戦士」。異名に違わず妖しげな雰囲気を纏った大人の女性。薄緑色の髪を大きなツインテールにしているのが特徴。制服のような格好だが学生かは不明。ゴウセツからは「姐さん」と呼ばれている。
ドレッドに参加してはいるが悪事や世界征服そのものには興味が無く、活動は専ら「自分の愉しみ」のために行っている。愛機のロボ「バネッサ」（セクシースタンナー型）には時々口紅をつけたりメイクを施すなど彼女なりの愛着を持っている。愛用のガンはレイフォールガンの違法であるミナモガン。
『初代』では本拠の地戦いにて主人公に敗北し、悔しがった後に気絶した。
『V2』激闘編の終盤では「悪の組織の仕事に飽きたらロボにメイクをする仕事でもしようか」と述べていた。
『V2』激闘編の「カトレアの園遊会」と「フタバの時計塔」にてモブキャラに変装して登場することもある（口調で彼女だと判断できる）。
ダイブ時の決め台詞は「お姉さんが天国に連れてってあ・げ・る！」。
ゴウセツ
ドレッド四天王。通称「荒ぶる鬼神」。語尾に「ズラ」と付けるのが口癖。巨躯の男で、頭はあまり回らない。大会で主人公と戦った際は違法パーツを用いており、それを係員に咎められても「なんのことズラ？」とシラを切って逃げるなど肝も座っている。しかし、ミナモの舎弟のような役回りにあることが多く、彼女を「姐さん」と慕いよく行動を共にする面もある。彼女と同じくドレッドの活動に参加してはいるものの組織の理念に賛同しているかは怪しい所がある。『初代』では主人公に敗北し動揺したのちに気絶した。
『V2』激闘編の「マリンパーク・フェスティバル」と「トラジの修行場」にてモブキャラに変装して登場することもあるが、口癖を誤魔化すのに必死な様子である（口調で彼だと判断できる）。『初代』一度フカシに代わって主人公と大会の一回戦を競ったことがあるが、その際に違法パーツのゴウセツガンを使用し、レギュレーション違反で捕まりかけたが、前述のようにトボけて逃げている。
使用機体はメタルグラップラー型のクレイジーバブーン。愛用のガンは3ウェイガンの違法であるゴウセツガン。ダイブ時の決め台詞は「ワシのパワーバトルに驚くズラ！」。
リヒト
友達の少ない優等生。語尾に「〜だヨ」をつけるのが特徴。嫌味な性格でカリンたちからも好かれていない。立て続けに主人公に敗北したため闇バトルに手を出すようになり、さらに終盤ではドレッド側について訓練を受け、闇戦士として主人公と対峙。しかしそれでも主人公には勝てず、部屋の隅で泣き崩れ、勝てない理由を最後まで理解することができなかった。その後、アジトに乗り込んで来たポリス隊によって捕縛された。『V2』では半ば裏世界に片足を踏み入れた状態になっており（本人曰く「表の世界も裏の世界にも精通している」）、激闘編「シルバー・タワー」においては通常のバトル以外に闇コマンダーたちとのバトルでも対戦相手として登場している。『V2』では主人公と偽主人公の二人に立て続けに敗北し泣き崩れるが、「このままではすまさない」と戦意自体は衰えていなかった。
使用機体はリトルレイダー型のドレイク。愛用のガンは初期はガトリングガン、中期はスナイパーガンといろいろ変えており、後半はイーグルガンに固定される。
ゴウセツを除いた幹部のシノノメ、スバル、ホムラ、ミナモは『激闘!』旅立ち編のグレートロボカップの最中に発生した事件の途中、地下三階へ向かう際のゲートキーパープログラムとして名前のみ登場している。

### 秘密結社ゴライアス
ドレッドと二分するカスタムロボを悪用する組織で、ドレッドが崩壊した後活動を活性化させた。『V2』に登場。主人公たちの街に開店させたロボショップやタクマ塾に忍び込ませた団員を使ってロボにさいみんチップを組み込み、コマンダーを催眠波で洗脳して闇戦士に仕立て上げていた。シナリオモードではロクドウを含め幹部全員が主人公に敗北し、ポリス隊にお縄となった。激闘編では脱獄し、再び主人公に挑む。
メンバーのほとんどが忍者装束を着ている。下っ端の制服は全身タイツに覆面というデザインで、これを嫌がってドレッドのほうに入団した者もいる。
ロクドウ
ゴライアス総統でありナナセの父。昔はパワフルなコマンダーだったらしいが、大病を患って以来体に負担の掛かるダイブができないため、バトルでは自らが開発に携わった違法巨大自律機動型ロボ・ジェイムスンを用いる。激闘編では脱獄後に再び組織の長に祭り上げられたことを語るが、自分の歳のこともあって復活には賛同していなかった。
ロウガ
ゴライアス三人衆の筆頭格。野性味溢れる外見の大男。激闘編の最後には「狼牙迫撃網」という奥儀を使ってくる。違法パーツこそ用いたがジロウを圧倒する実力者。
使用機体はバーニングビースト型のウルフェン。愛用のガンはナックルガンの違法であるロウガガン。
ボロンジ
ゴライアス三人衆の一人。天狗を思わせる容姿の老人。闇組織全体で見ても最高齢のコマンダーだが、バトルの腕は常人を凌駕している。
使用機体はファニーオールドマン型の虚無僧。愛用のガンはニードルガンの違法であるボロンジガン。
コテング
ゴライアス三人衆の一人。組織の最年少コマンダーであり、ロウガとボロンジ以外適うコマンダーが居ないことから、自他共に認める「天才児」。主人公を「いも〇〇（名前が入る）」など他のコマンダーをバカにしているが、ロウガとボロンジについては認めている。
『GX』では闇バトルの常連となっている他、表のバトルにも度々参加している。
使用機体はリトルレイダー型のルーク(V2)、シャイニングファイター型のナイト (GX) 。愛用のガンはフェニックスガンの違法であるコテングガン。ダイブ時の決め台詞は「コテング殺法を見せてやる！」。

ロクドウの使用したジェイムスン、および専用フィールドとしてゴライアスハザードが『激闘!』旅立ち編のグレートロボカップの最中に発生した事件の途中、地下三階へ向かう際の最後のゲートキーパープログラムとしてロクドウの名前と共に登場している。

### ニカイドウ・グループ
『GX』における敵組織。表向きは世界中に100以上の支社を持つ超大手企業。特に、カスタムロボを含む機械・電気製品開発の分野に大きな勢力を持っている。ユウスケの話によれば、ロボキチのクロスボーンやイケダ先生のアイアンレオがニカイドウ製らしい。ヒトミの自宅の冷蔵庫もニカイドウ製であり、企業の大きさがうかがえる。
しかし、裏では秘密裏にカスタムロボの違法パーツや軍事用ロボの製造・開発を行っており、ポリス隊が調査していた。また、マカノシティにあるうち捨てられた洋館の地下である目的のために違法に賭けバトル（通称・闇バトル）を行っており、ここへの潜入調査をマモルが主人公たちに依頼したことから、主人公たちはニカイドウに関わっていくことになる。
ニカイドウ
ニカイドウ・グループの現総帥で、ニカイドウ家12代当主。29歳。ニカイドウ家は元々英国貴族の流れを汲む名門であったが、数十年前には没落していた。しかし、彼（と、彼の年齢を考えれば彼の親の代）から、突然勢いを盛り返し、勢力を拡大し一気に大企業となった。マントや仮面を着用するなど貴族風の様相をしている。主人公のコマンダーとしての才やユウスケの勇気を見込み組織に勧誘する。最後は主人公の操るA・I・R・Sにダークキメラが敗れた後に警察にも踏み込まれたことで組織は崩壊、地下の秘密基地の自爆装置を作動させ、過剰なバトルで負った過度の精神負担に耐えられず気を失う。その後の生死は不明。
使用機体はストライクバニッシャー型のエクスカリバー。グループの幹部クラス以上のコマンダー中では唯一合法ロボを愛機としている（ガン・ボム・ポッドは違法改造の物である）。愛用のガンはメテオフリッカーの違法であるニカイドウガン。一度敗れると極秘に開発していた軍事用ロボ・ダークキメラを繰り出してくる。
ヤナイ
ニカイドウ・グループ四天王のひとり。主人公たちとは闇バトル場の受付として出会うが、後に幹部であることが明らかになる。闇バトル場の「風の大会」ボスでもあった。タキシードを纏い、口調こそ丁寧だが非常に不気味で威圧的な雰囲気をした男。ニカイドウ家に30年以上前から仕える側近中の側近で、ニカイドウ家が「没落した貴族」と蔑まれていた当時には町工場で働くなど苦労を耐え忍んでニカイドウの屋台骨を支えてきた。最終的には、ニカイドウに最後まで忠誠を貫き崩壊する基地の中へ消える。その後の生死は不明。
使用機体はミスティミラージュ型をベースにした違法型のデモンブレイズ。愛用のガンはニンジャバレットの違法であるヤナイガン。
リュウジン
ニカイドウ・グループ四天王のひとり。ロボステーションにいたリョウの正体。リョウの時はサングラスをかけていたが、正体を現すと素顔を晒す。つかみどころの無い態度でその真意を深くは語らないが実力は高い。
使用機体はライトニングスカイヤー型をベースにした違法型のヘルファイア、リョウとしてバトルする際にはライトニングスカイヤー型のパトリオット。愛用のガンはリフレクトレーザーの違法であるリュウジンガン。
カミーラ
ニカイドウ・グループの女幹部。四天王のひとり。神秘的な雰囲気を纏った女性。主人公らと共にニカイドウ・グループの基地に潜入してきたマユズミによると、彼女こそが行方不明になっていたマユズミの姉であり、マユズミの心臓病を治すためにナノマシンの研究を進めているニカイドウの部下になったとのこと。しかし彼女自身はそのことについて「人間の数だけ正義は存在する」とのみしか語らないため真相は謎のままであり、主人公に敗れた後は姿を消す。
使用機体はストライクバニッシャー型をベースにした違法型のクレイモア。愛用のガンはプラズマボールの違法であるカミーラガン。
ガイオウ
ニカイドウ・グループ四天王のひとり。猛獣のような姿をした巨躯の男。外国で殺人を犯し、死刑になるところをニカイドウに引き取られたらしい。正気を失っているらしく会話は不可能。主人公らに敗れると狂乱し襲い掛かってくるが駆けつけたカーンにより捕まえられポリス隊に引き渡された。
使用機体はメタルグラップラー型をベースにした違法型のビッグフット。愛用のガンはショットガンの違法であるガイオウガン。

### グレイバム
激闘!カスタムロボにおける敵陣営。モルグをリーダーとする組織。ハドロンと呼ばれるロボを使い世界征服を狙う。ネオブレインを利用して違法ロボを作り、自律機動ロボを操った。ドレッド・ゴライアスと違い下っ端の服デザインがやや異なる。首領であるモルグ・グレイブマンの思想から他作品の闇組織よりテロリスト的な性質が強く、また二組織よりも統制が行き渡っていないようで、組織よりも個人を優先するものが多い。
シドウ博士 / モルグ・グレイブマン
ネオブレインに勤める博士という立場だが、その正体はグレイバムの首領。シドウ博士と名乗りネオブレインに入り込んでいた。かつてカスタムロボを悪用してサキとハジメの父を殺した張本人。血液型O型。身長は190cm、体重は80kg。好きな事は故郷を思う事で、苦手な事は大国の傲慢。性格は狡猾で、計画を柔軟に変更したり、敗北を演出してハジメを罠にかけるなどかなり頭が切れる。
終盤では究極のカスタムロボ・ハドロン起動のためサキの能力に目をつけ行動。組織を率いて大規模な動きを見せ、主人公たちを罠に掛けサキを拉致することに成功する。主人公に幹部たちが倒された後、ハジメとバトルを繰り広げ敗北する。そのまま倒れたかに思えたが、実は彼が操っていたのは自立機動型のロボであった。油断していたハジメを別のロボで襲撃して打ち倒した後、主人公と最後の戦いを繰り広げる。今度こそ敗北を喫したため、最後の手段としてハドロンを起動させるも、ハドロンにエネルギーを吸い取られ死亡するという末路を辿った。その悪意はハドロンへと受け継がれてしまった。

使用機体はストライクバニッシャー型をベースにした違法型のナガミツ。愛用のガンはメガバーストガンの違法であるモルグガン。
イグニア・タリム
ネオブレインの研究員だが実はグレイバム幹部。ザバルからは「あねさん」と呼ばれている。血液型AB型。身長は176cm、体重は62kg。好きな事はハンティングで、苦手な事は日光浴。言動からして組織に対する忠誠心は強い模様。後に主人公が通うミッドハート学園に潜入し、主人公やサキの情報をつかむなど活動的に工作活動を行なう。当初は主人公をハドロンのコマンダーにしようと考えていたが、サキの能力を知ったことで方針を変更したという。
終盤ではサキのもとへ向かう主人公の前に立ち塞がる。その際は父子揃って自分に騙されていたことを嘲笑していた。敗北後は忌々しそうにしながらも「主人公を見込んだ自分たちの目に狂いはなかった」と語り、気絶した。グレイバム幹部の中では三番目に倒された。
使用機体は初戦時はセクシースタンナー型のバネッサ、再戦時はセクシースタンナー型をベースにした違法型のフリーダ。愛用のガンはスコーピオンガンの違法であるイグニアガン。
ザバル・オウガ
グレイバムの幹部。乱暴粗野で、隻眼でモヒカンの大男。当初は犯罪コマンダーとして主人公に幾度もバトルを挑んだ。血液型A型。身長は230cm、体重は130kg。好きな事は少女マンガを読む事で、苦手なものはミルクの臭い。口が軽く重要な情報をすぐ喋るなど失態が多く、イグニアによく怒られている。立場的にはイグニアより下らしく、彼女を「あねさん」と呼んでいる。
終盤では主人公とトオルの行く手を遮るべく待ち受けるが、主人公には及ばず敗北。フルパワーの自分が負けたことに驚愕しながら気絶した。その際はトオルから「マヌケなやつで助かったね」とコメントされた。グレイバム幹部の中では二番目に倒された。
使用機体は初戦時はメタルグラップラー型のクレイジーバブーン、再戦時はメタルグラップラー型をベースにした違法型のバイオレントボア。愛用のガンはスライドガンの違法であるザバルガン。
ラミュ・ネクサ
レイMkIIIのテスト中の主人公の前に現れた少年。血液型B型。身長は155cm、体重は43kg。好きな事は1人でいる事で、苦手な場所は暗くて狭い所。正体はグレイバム幹部で、テスト中に現れたのはレイMKIIIを奪うためだった。ヒメムラを介しレイMkIIIを賭けたバトルを主人公と繰り広げ敗北。以降は 最後までレイMkIIIの対決のことで主人公に敵意を持っていた。主人公を「ボンボン野郎」と呼んでおり、そんな彼に敗北した屈辱から強いコンプレックスを持っていた模様。大勢の前で主人公を倒したかったと語っている。
終盤では正体を現すと同時に雪辱のため主人公に勝負を挑んでくる。違法型ロボの「スナイプ」を用いるも敗北。「スナイプ」でも勝てなかったことに驚愕しながら気絶した。その際にヒメムラから「これでラミュも力だけでは勝てないことを思い知っただろう」とコメントされた。グレイバム幹部の中では最初に倒された。
使用機体は初戦時はリトルレイダー型のロビン、再戦時はリトルレイダー型をベースにした違法型のスナイプ。愛用のガンはエンジェルリングガンの違法であるラミュガン。
ハドロン
シナリオモードにおける本作のラストボス。グレイバムが最終兵器とする目的で開発した軍事用ロボ。その正体は、超高性能AIを搭載し、自立機動型の判断力とダイブコマンド型の戦闘力を融合させた究極のカスタムロボ。サキの持つ消耗した他人の精神エネルギーを回復させる力を動力としている。また主人公のバトルデータが搭載されている。
終盤でモルグの手によって起動を迎え、グレートロボカップ会場に突如として現れコマンダーたちを打ち倒す。ラストバトルでは主人公によって倒されたかに思われたが、サキが救出された際に暴走。モルグの生命力を吸収し、巨大なエネルギーと知識（モルグの記憶）を獲得した。これにより自我を芽生えさせるまでの進化を遂げる。自我の内容もモルグに影響されており、「グレイバムとして世界を統べる」ことを語り、今度は逆に主人公を圧倒した。しかし、サキの能力によって集められた仲間たちのエネルギーが主人公に結集。復活した主人公と最後の一戦を繰り広げる。仲間たちの力と想いを背負った主人公には及ばず敗北し、無敵である自分が敗れた事実に驚愕しながら爆散する。このラストバトルは互いに常時ソウルブースト状態になるという特殊な演出がされている。また敵の中ではかなりの強さを持つ。